# Historia wojska polskiego

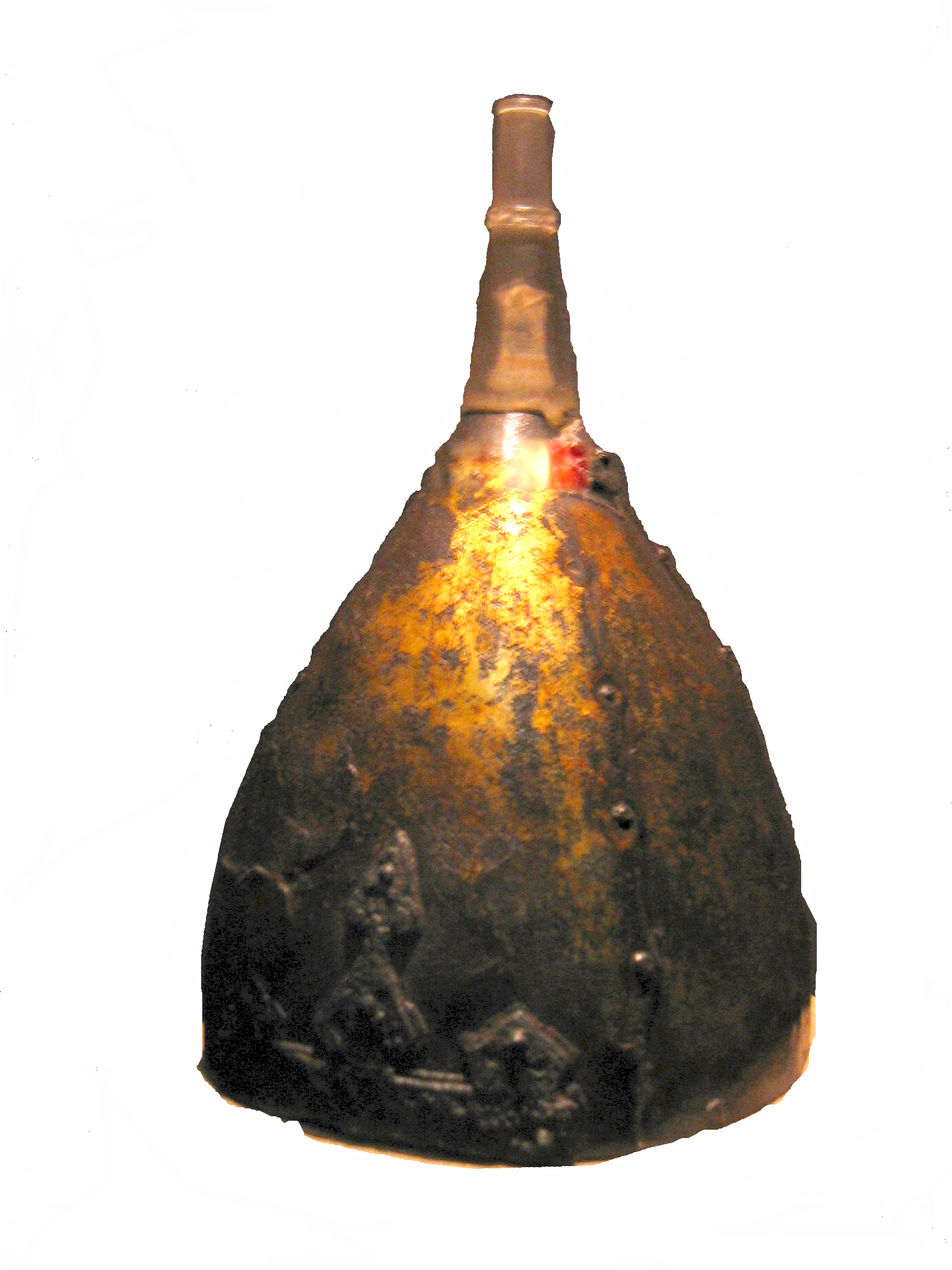
Tzw. szłom wielkopolski z X wieku

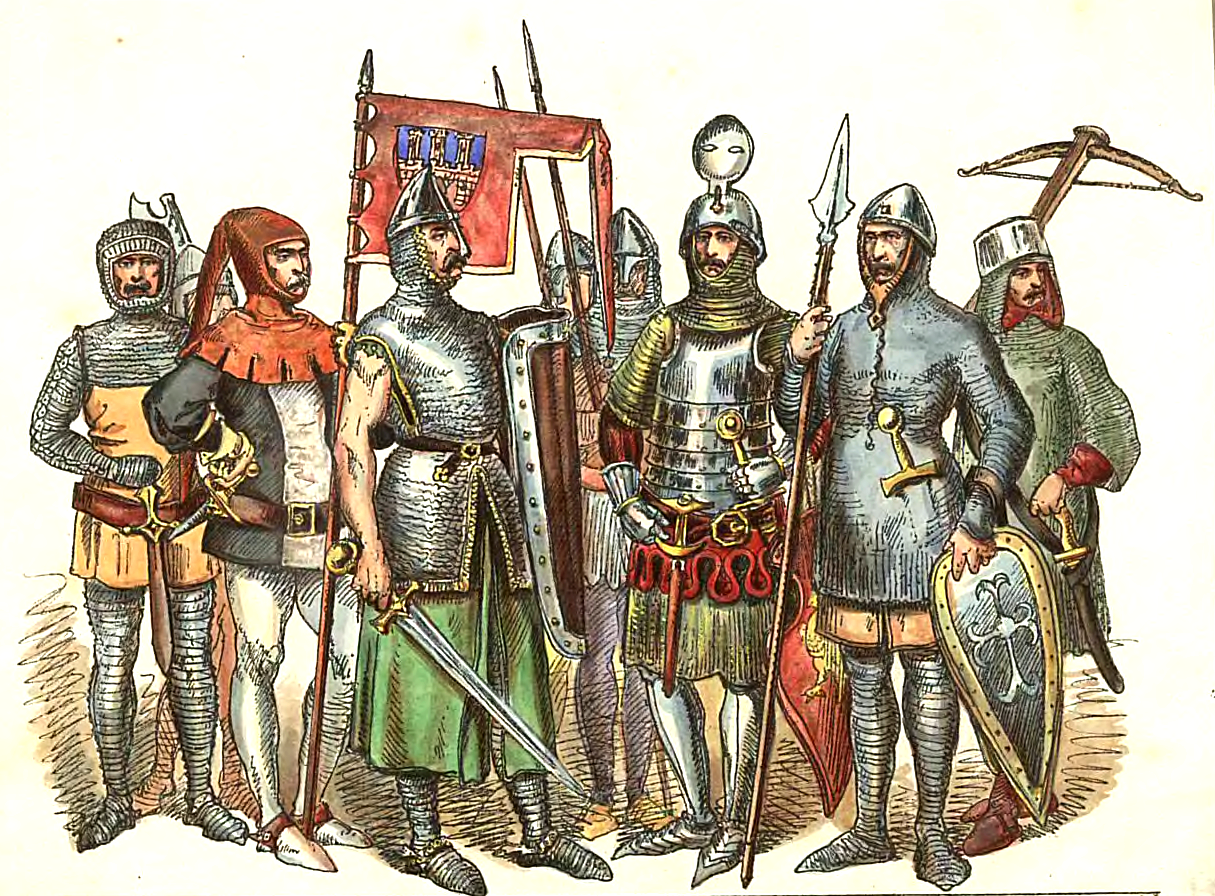
Rycerstwo polskie 1228–1333

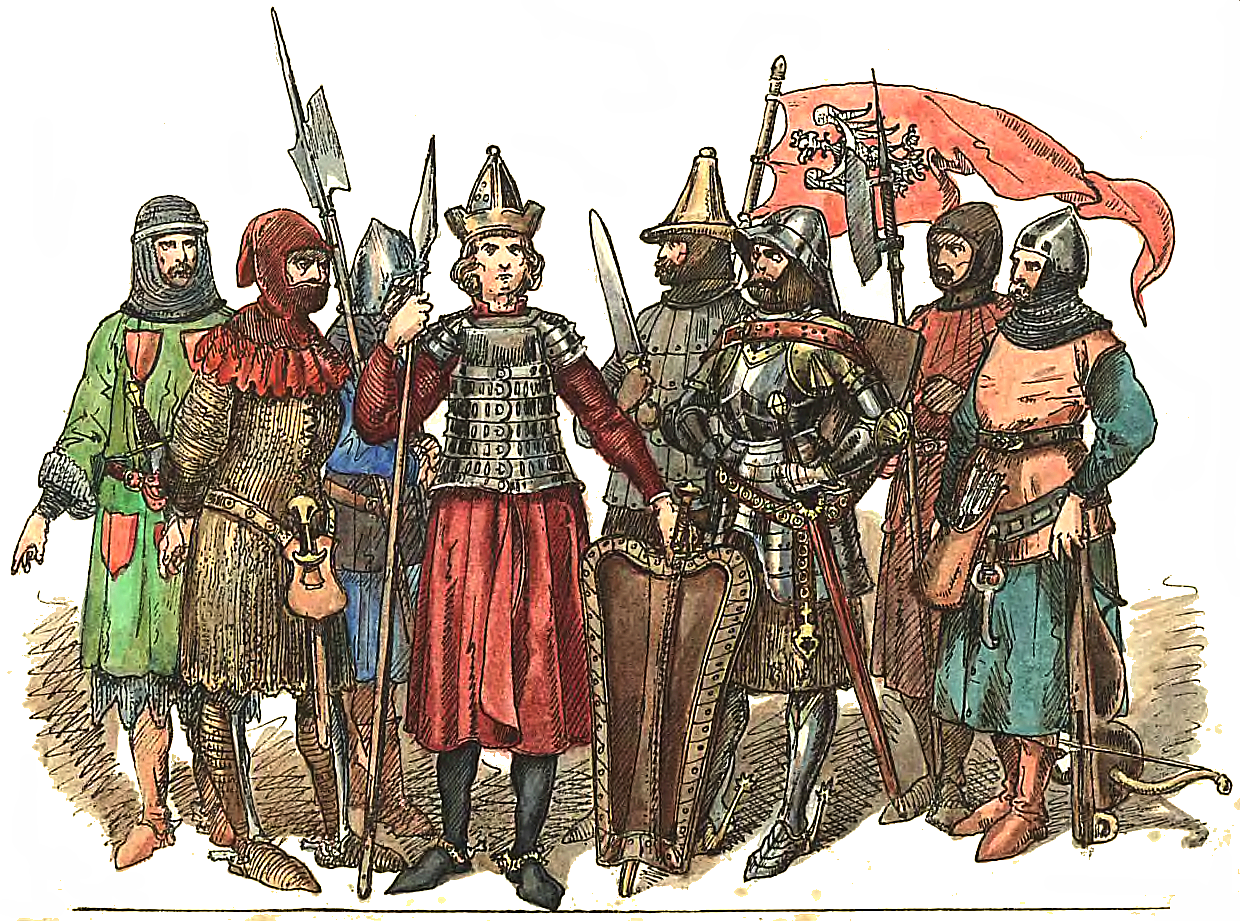
Rycerstwo polskie 1333–1434

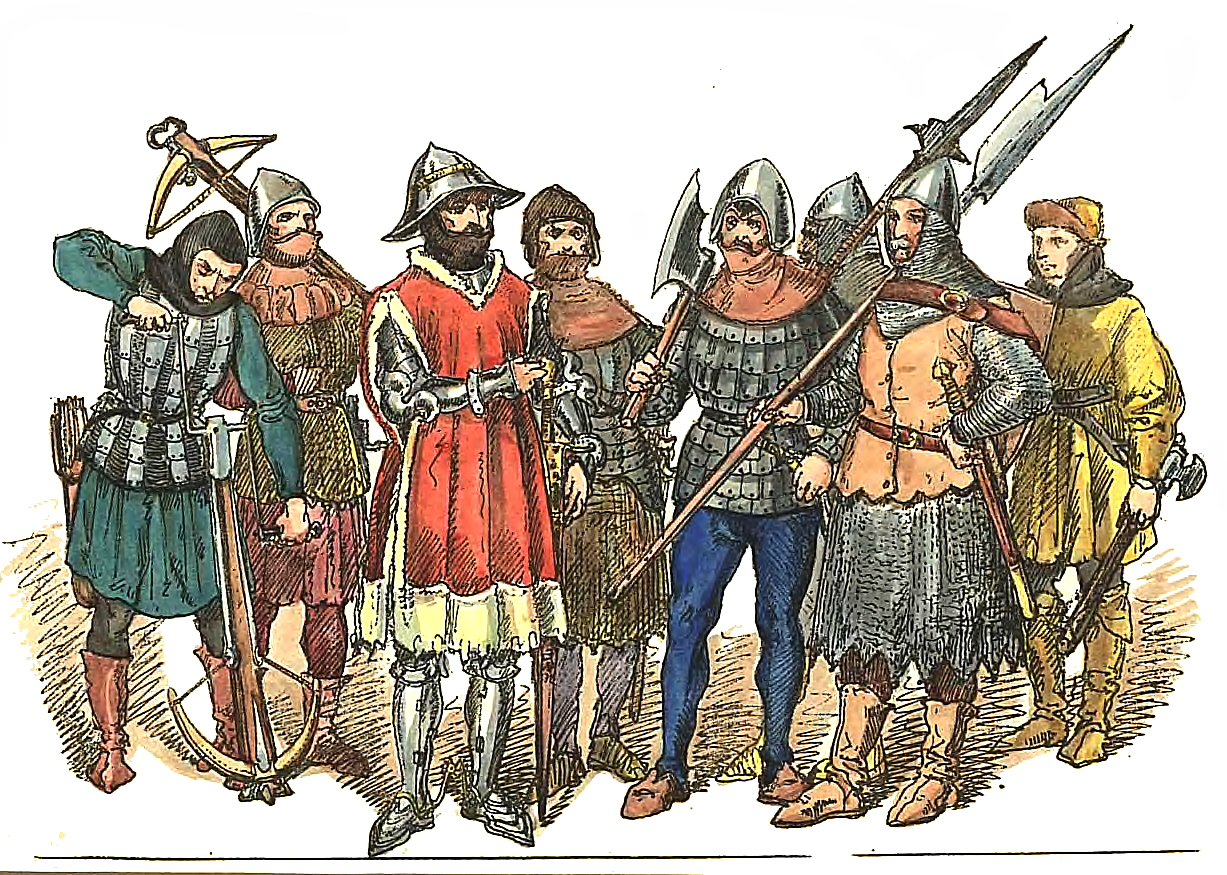
Rycerstwo polskie 1447–1492

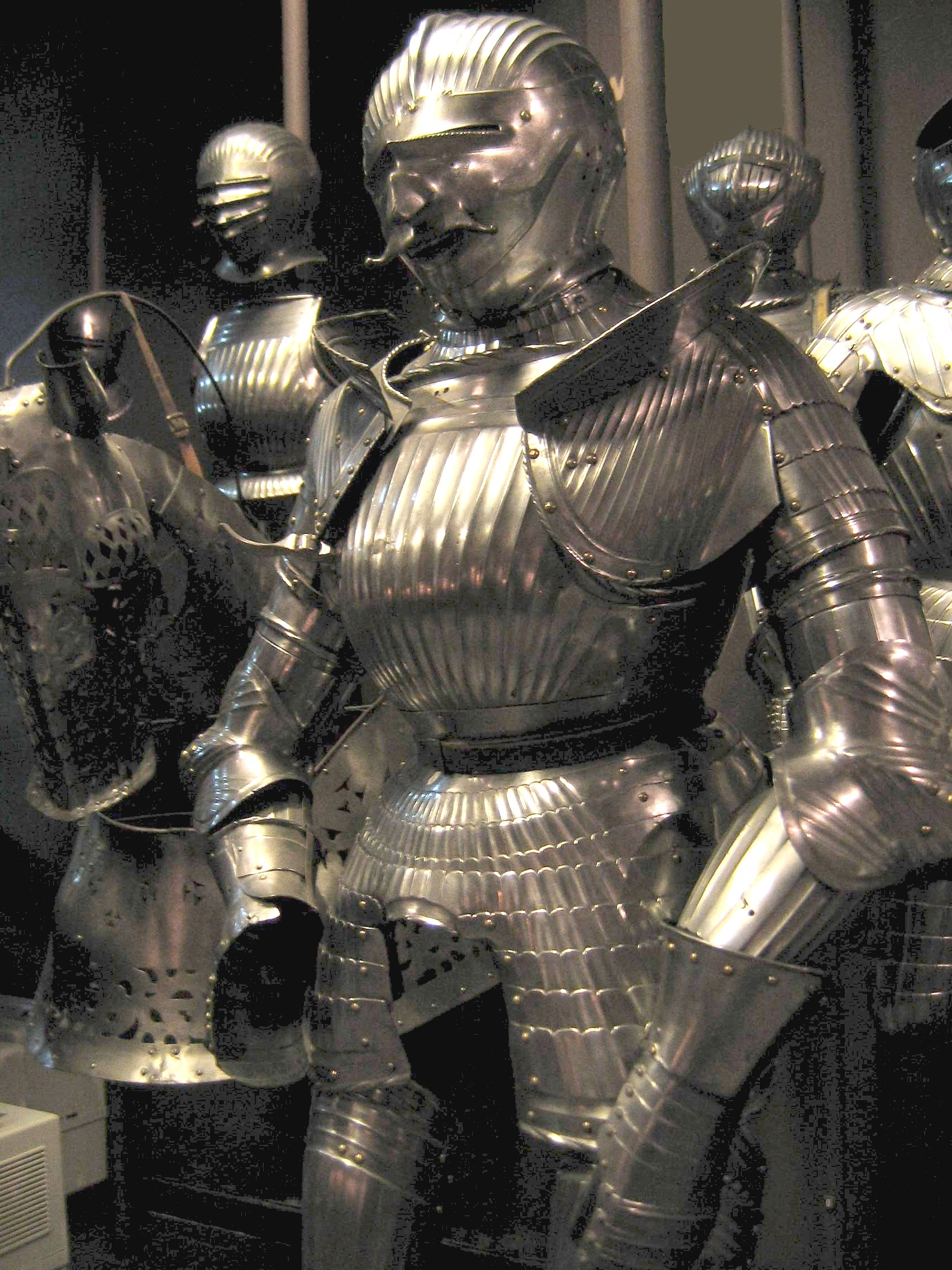
Zbroja płytowa typu niemieckiego, polskiego rycerza zaciężnego około 1514

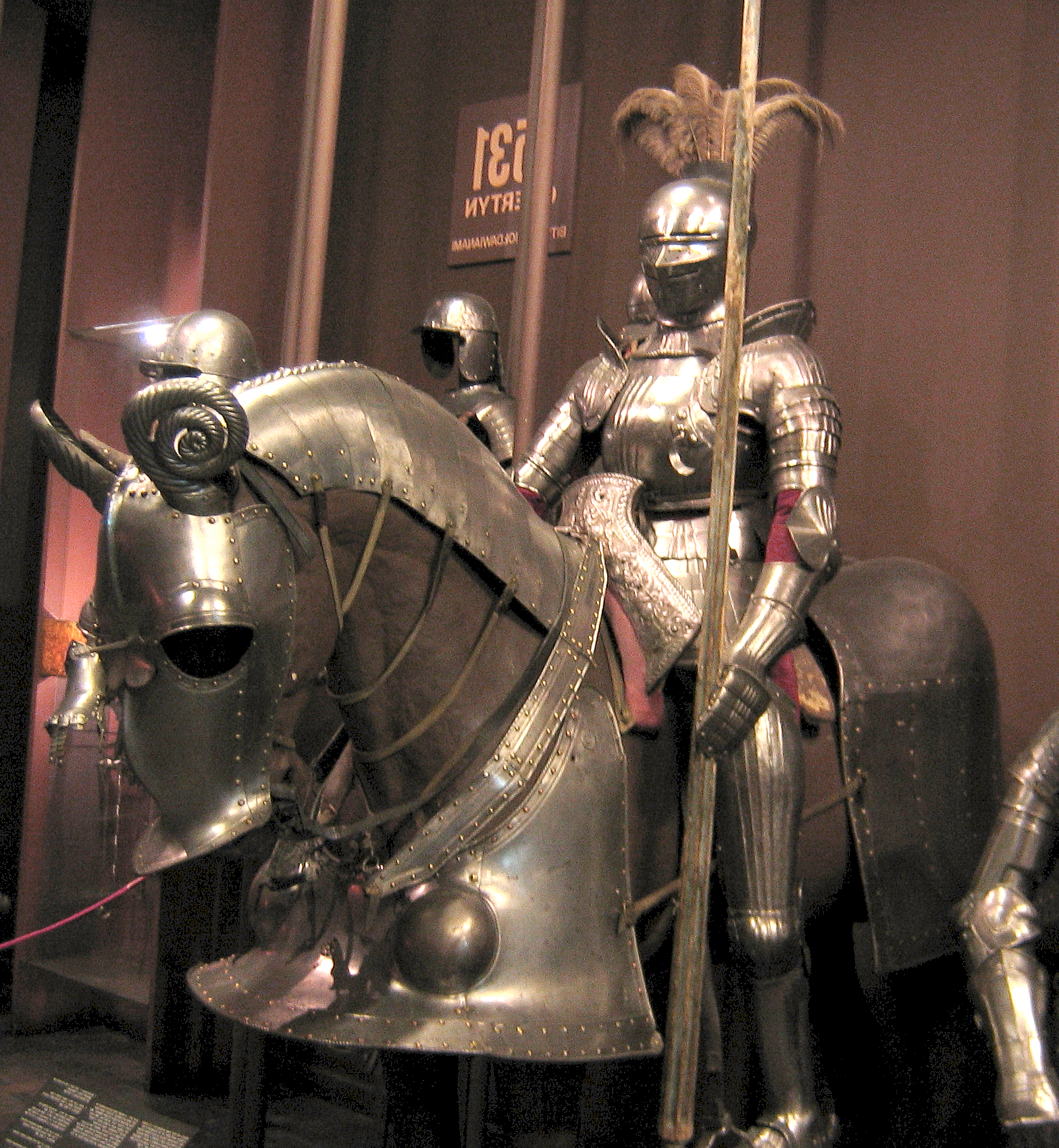
Zbroja i ladra polskiego rycerza zaciężnego z początku XVI wieku

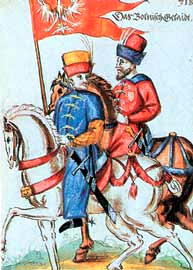
Polska kawaleria z połowy XVI wieku

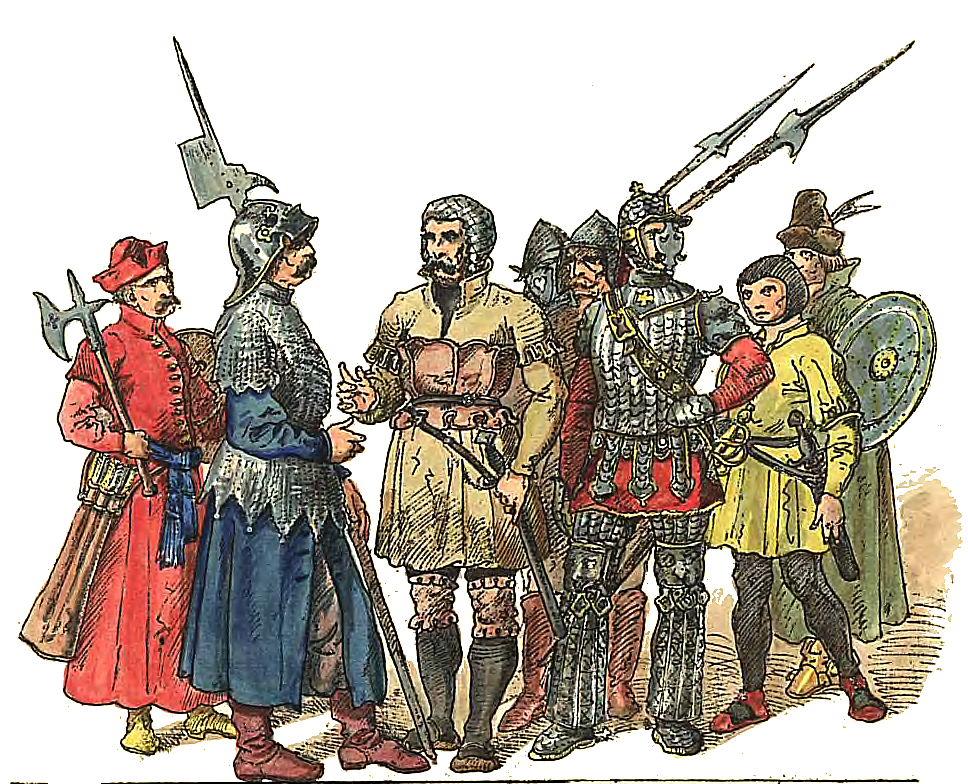
Żołnierze polscy 1507–1548

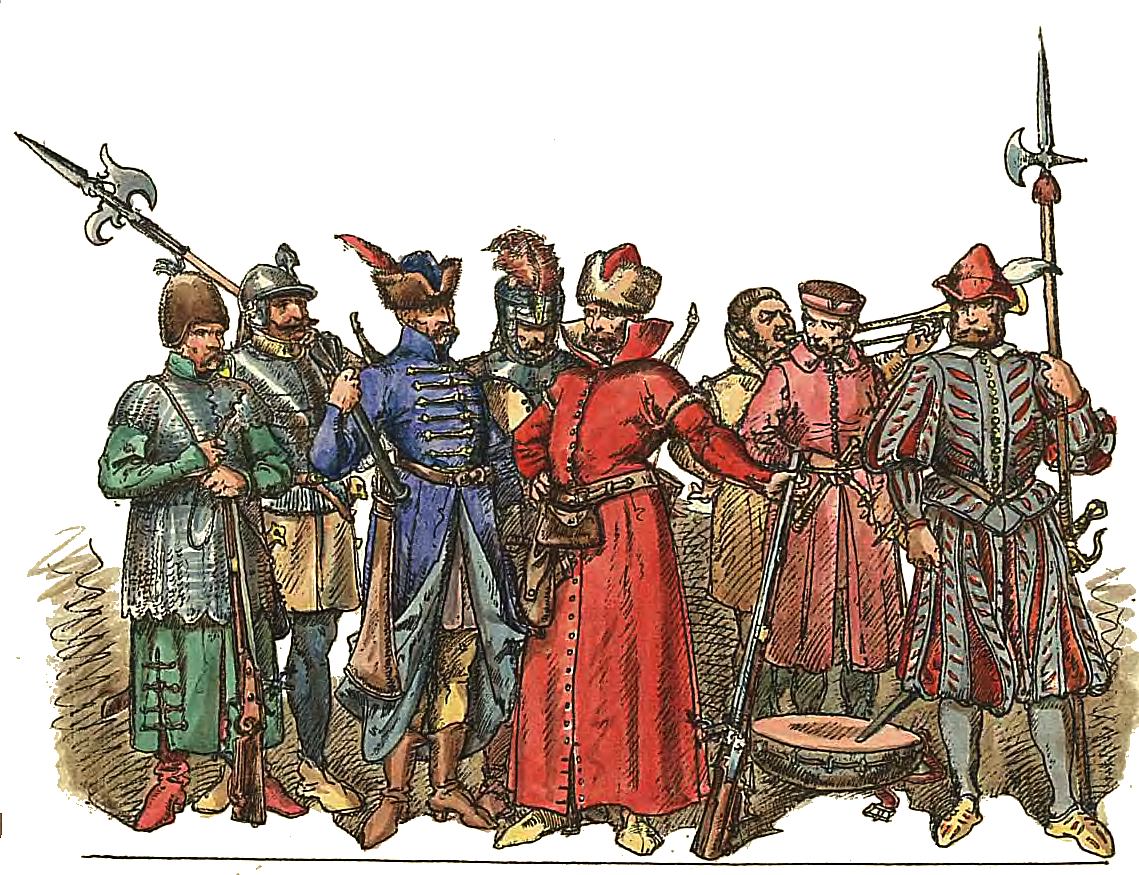
Piechota polska 1548–1572

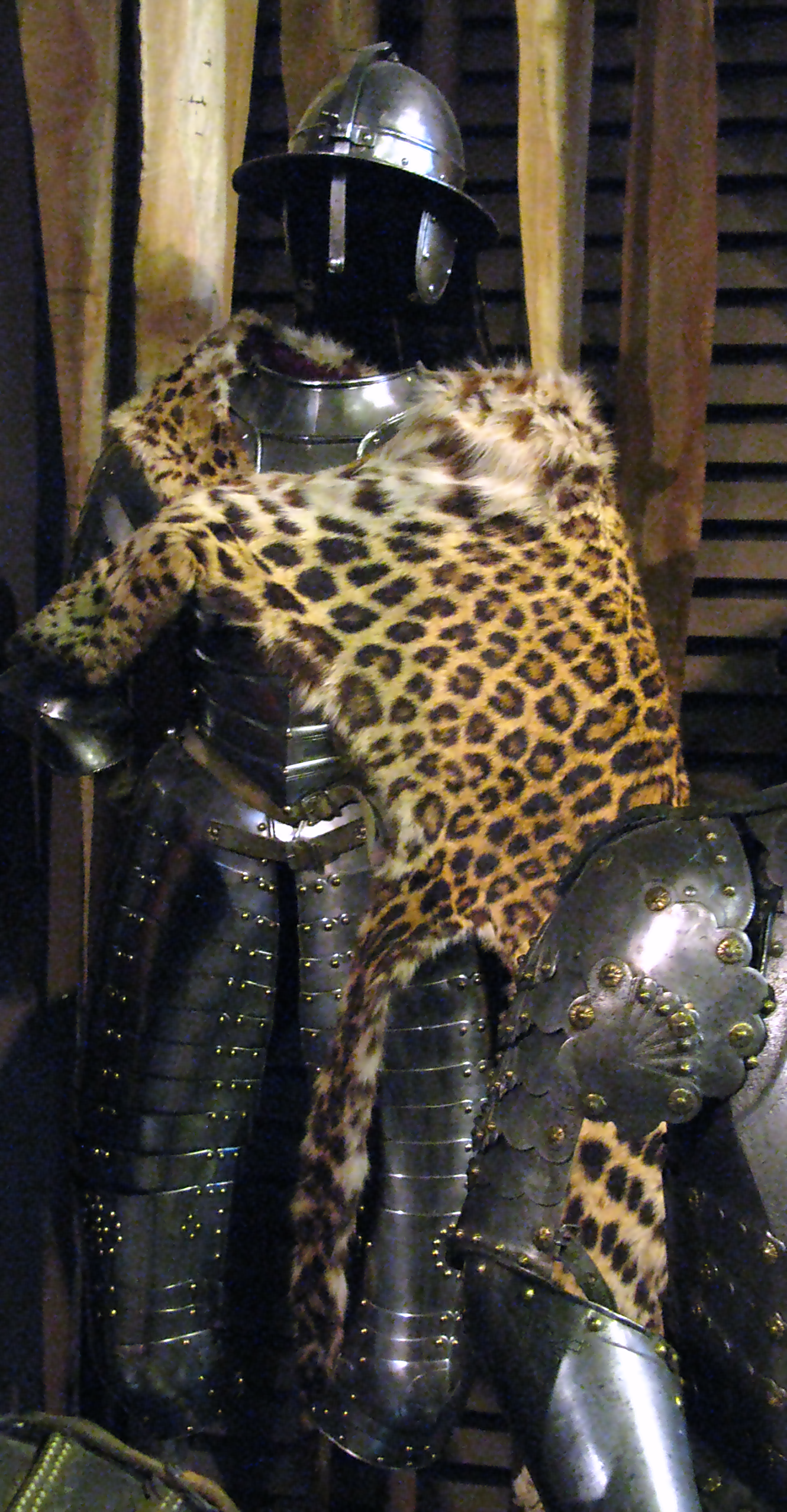
Zbroja jazdy polskiej z przełomu XVI i XVII wieku

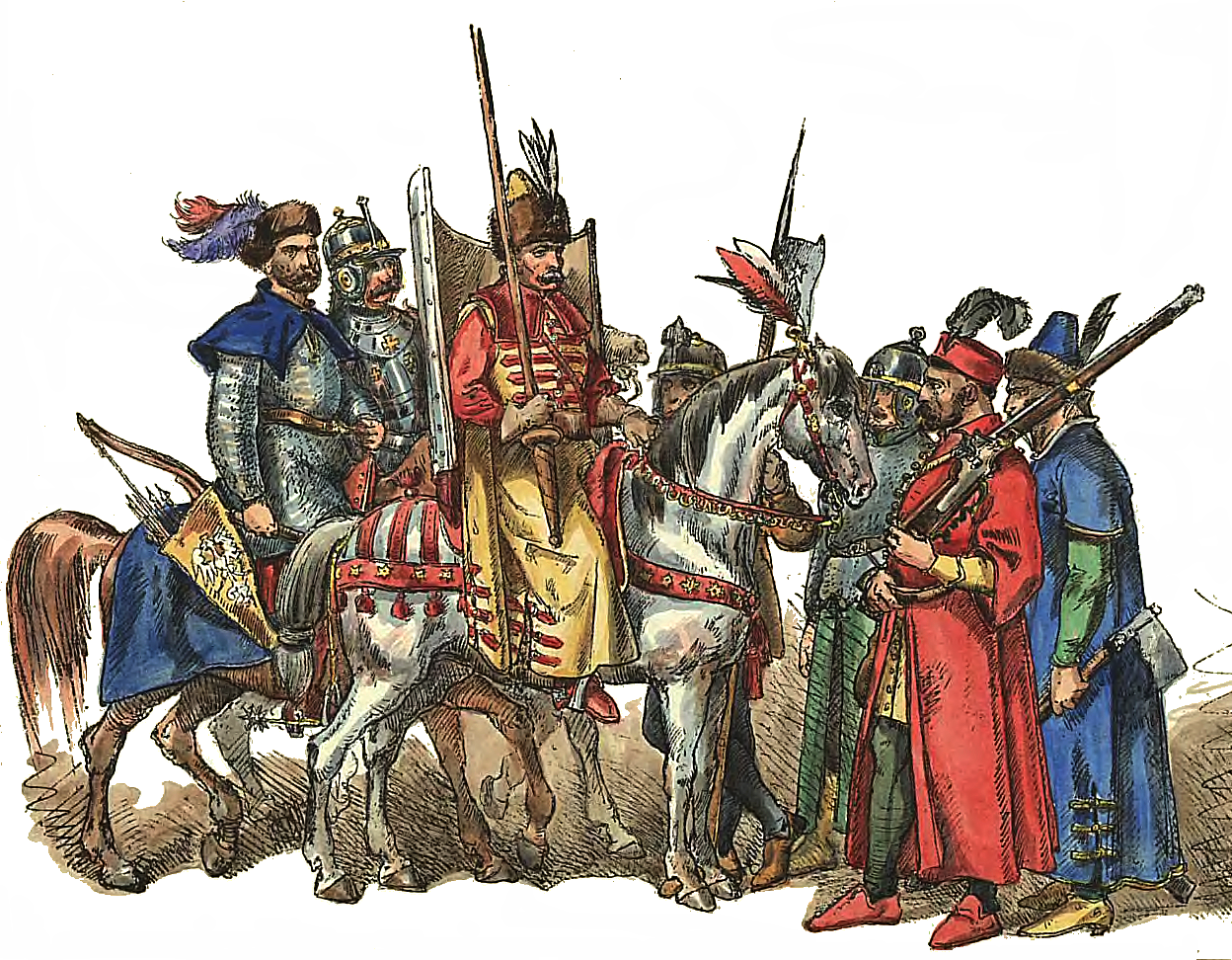
Wojsko polsko-litewskie 1576–1586

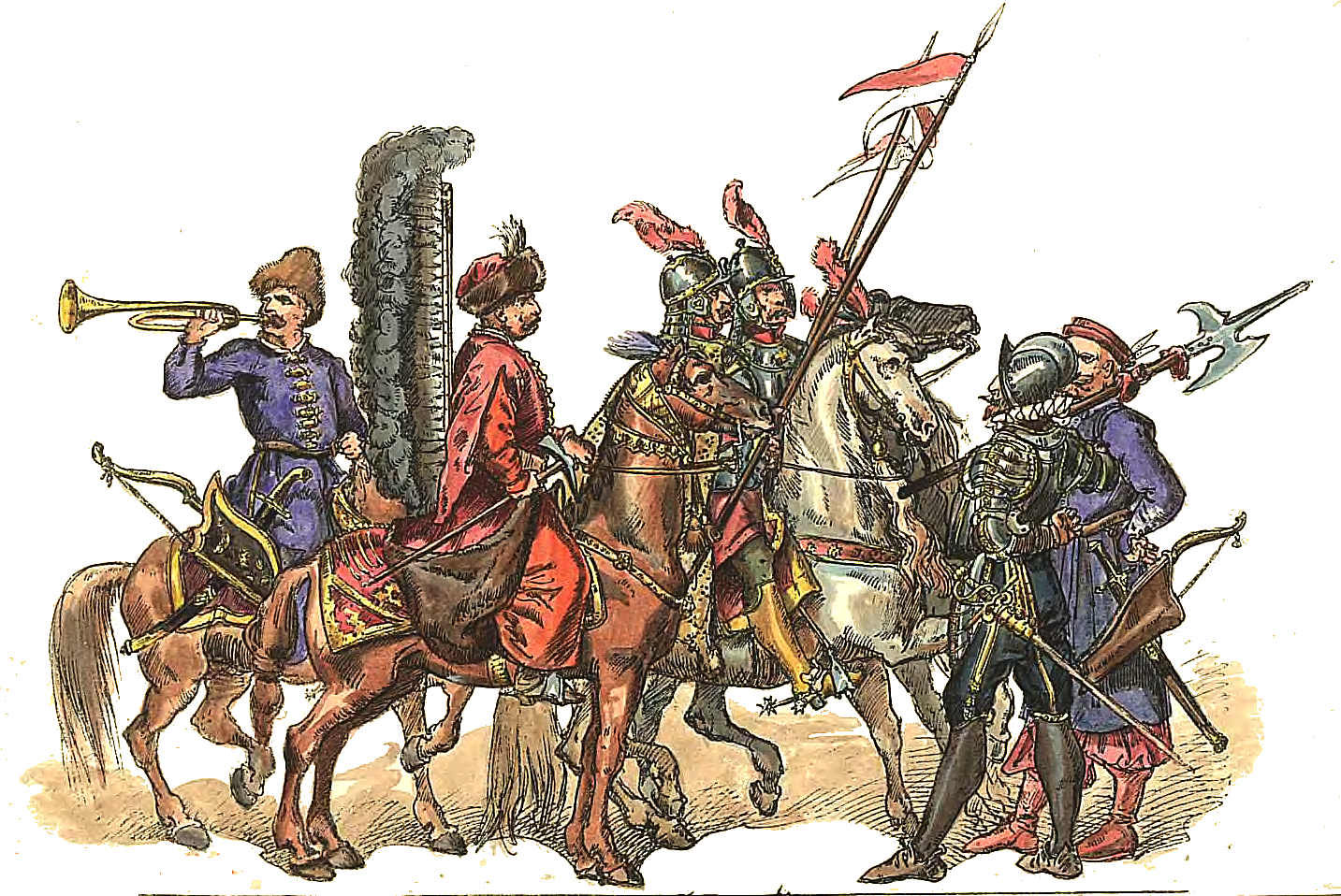
Żołnierze polscy 1588–1632

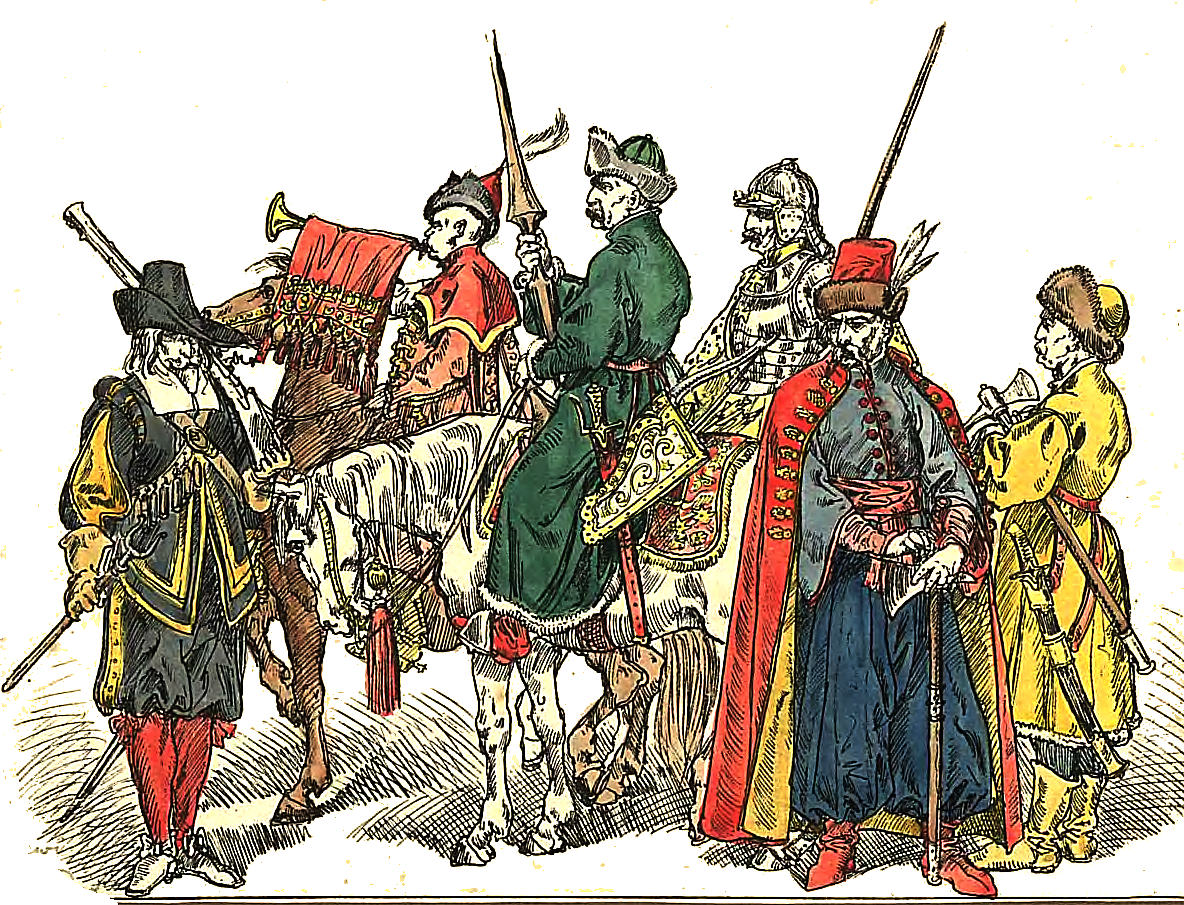
Żołnierze polscy 1633–1668

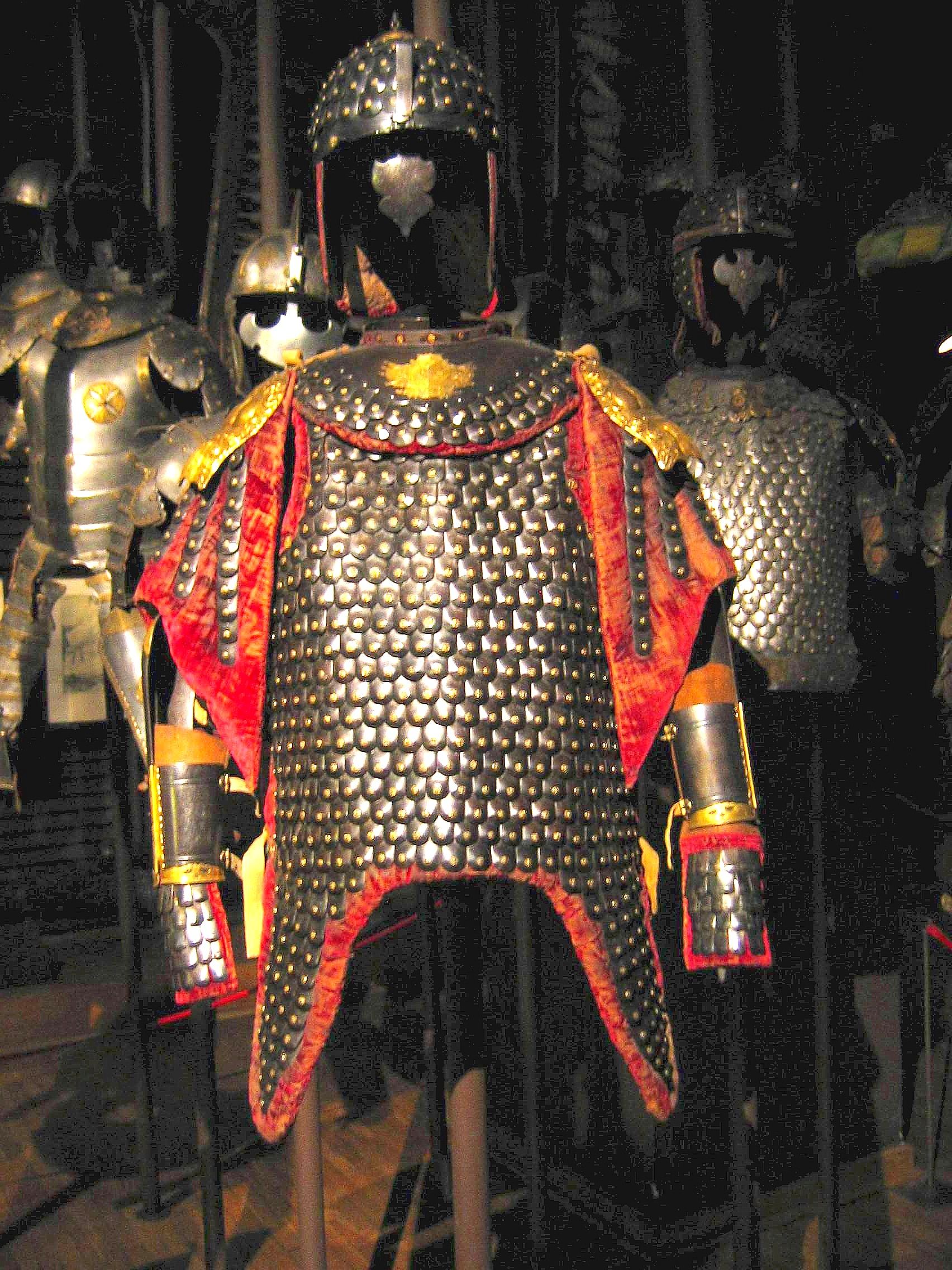
Karacena z XVII wieku

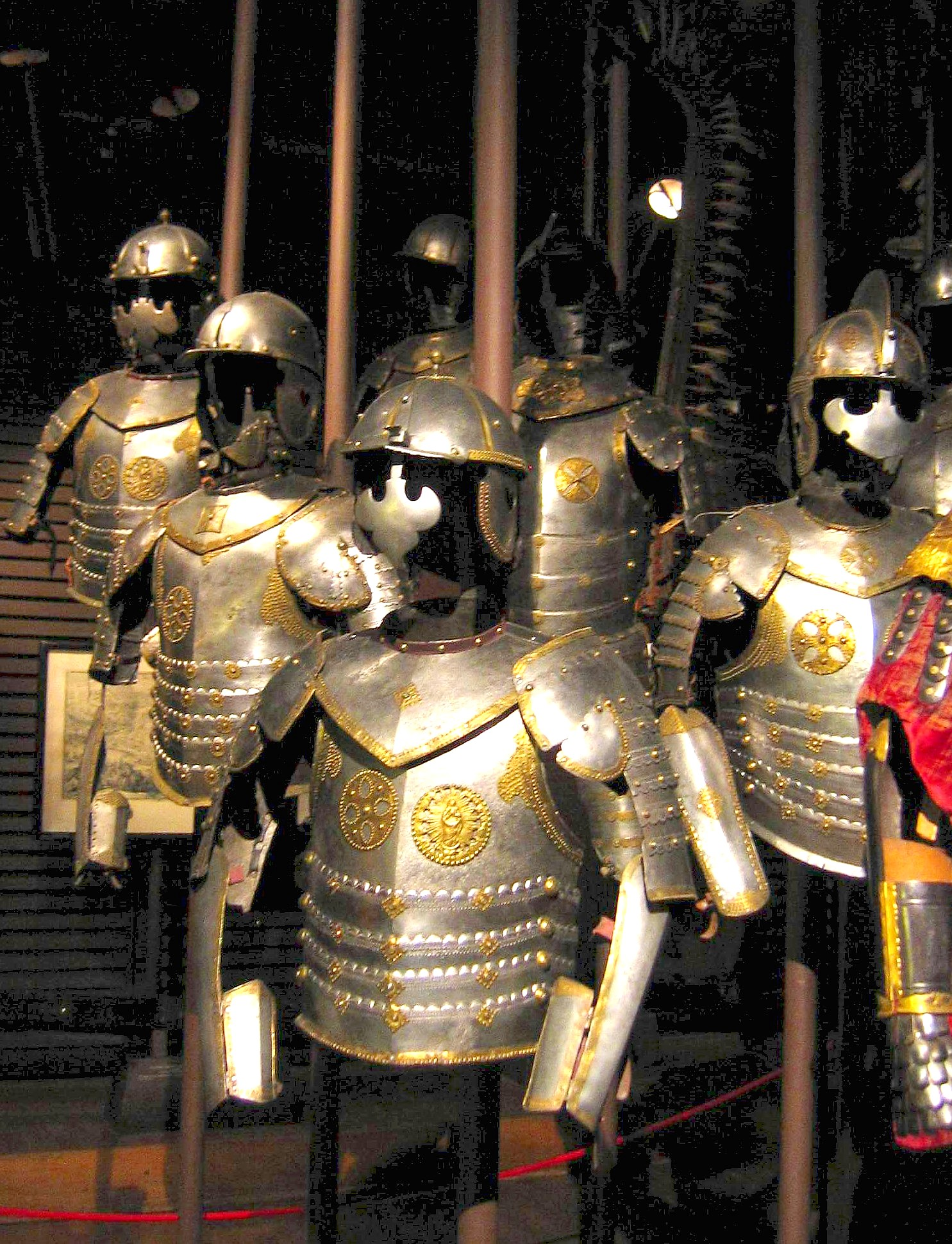
Zbroje husarskie z XVII wieku

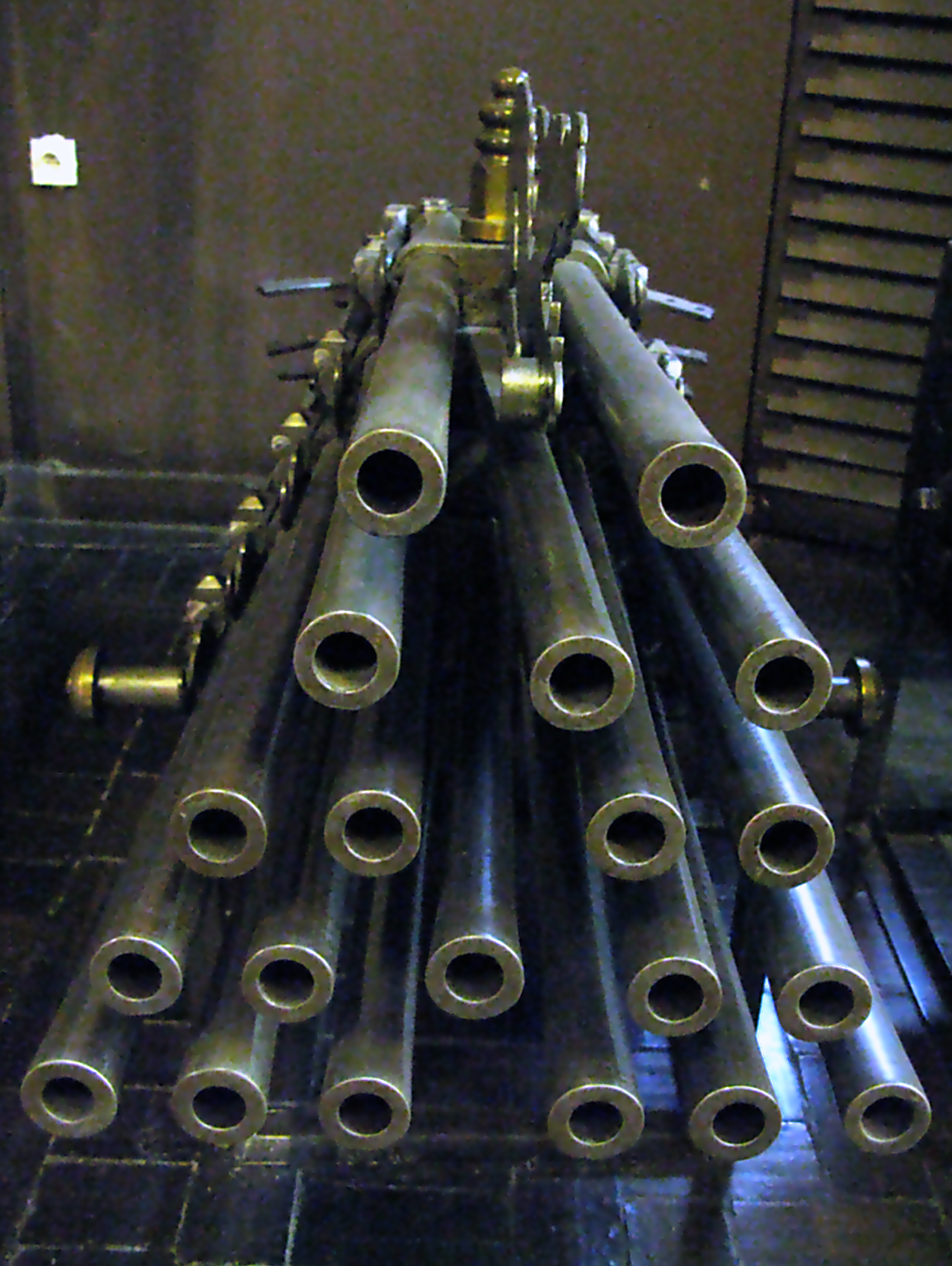
Polskie wielolufowe działko szybkostrzelne o lufach ruchomych z XVI/XVII wieku, mogące strzelać jednocześnie na wprost i na boki, używane m.in. w taborze dla wsparcia ogniowego ataków jazdy

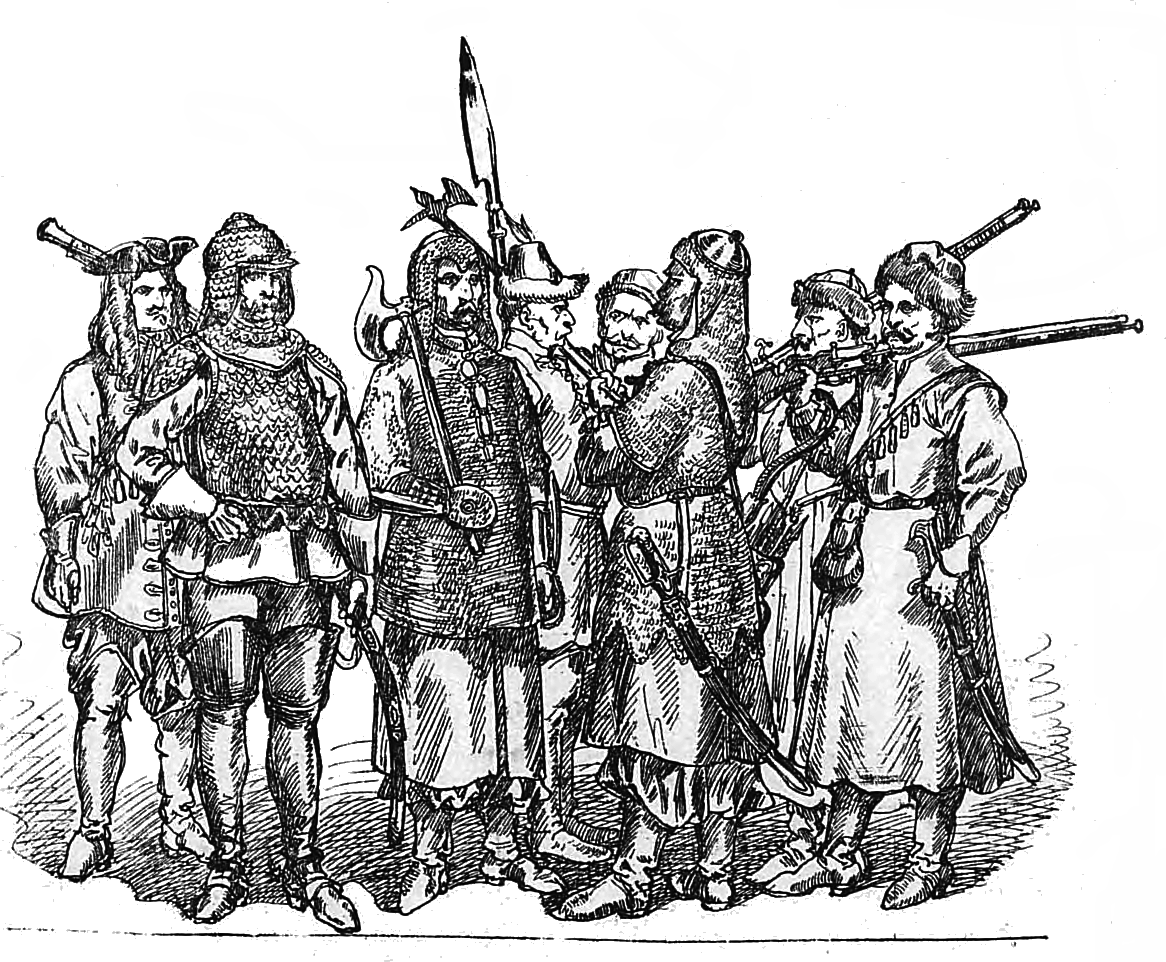
Żołnierze polscy 1674–1696

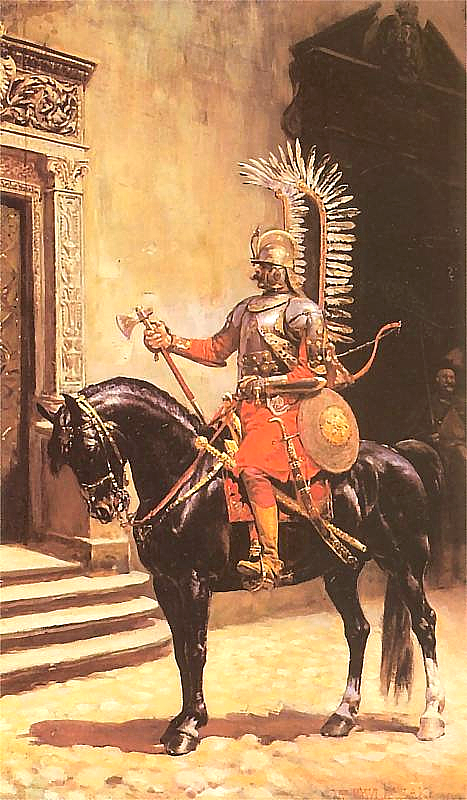
Straż hetmańska, obraz Wacława Pawliszaka

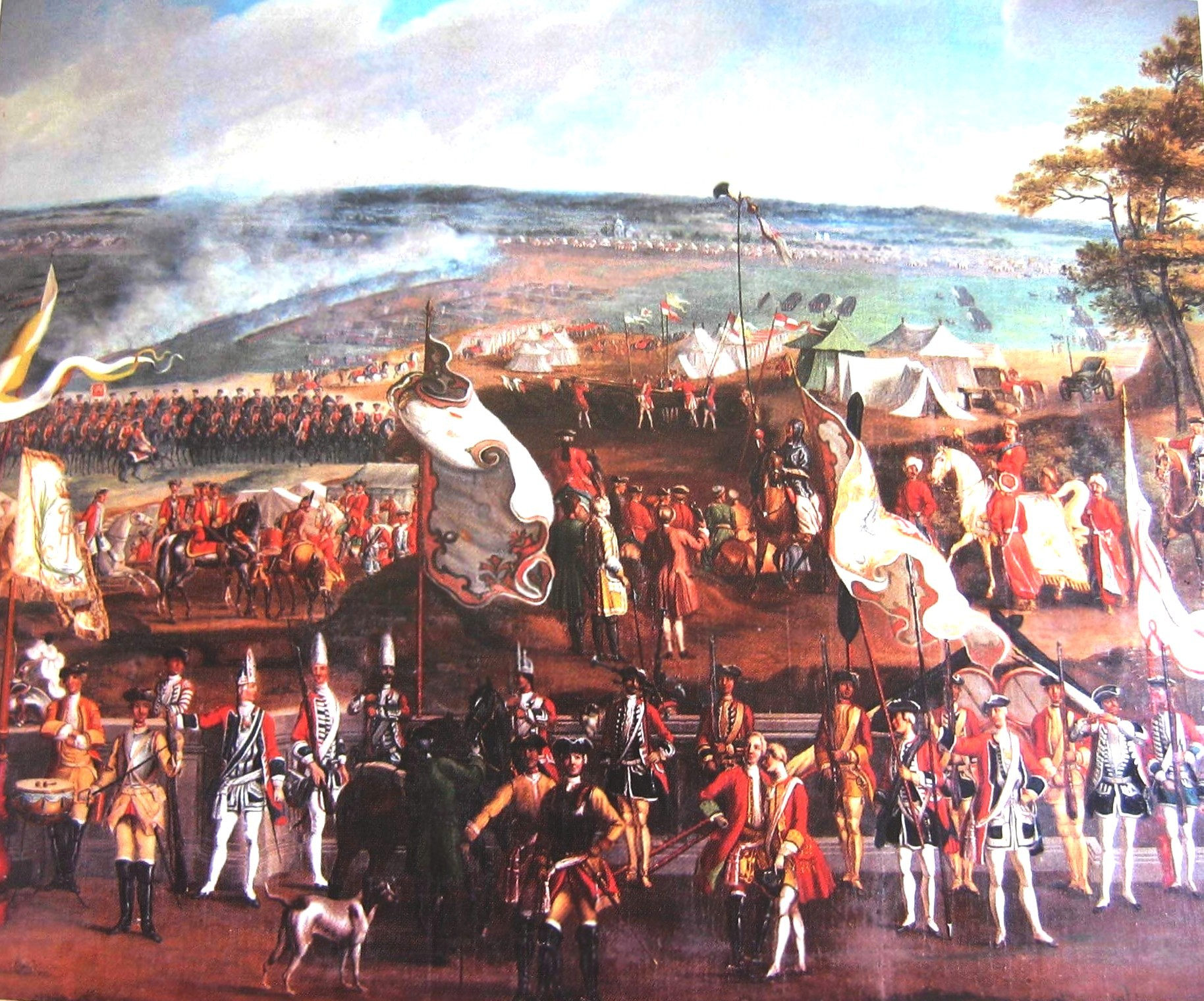
Przegląd wojsk polskich i saskich w 1732

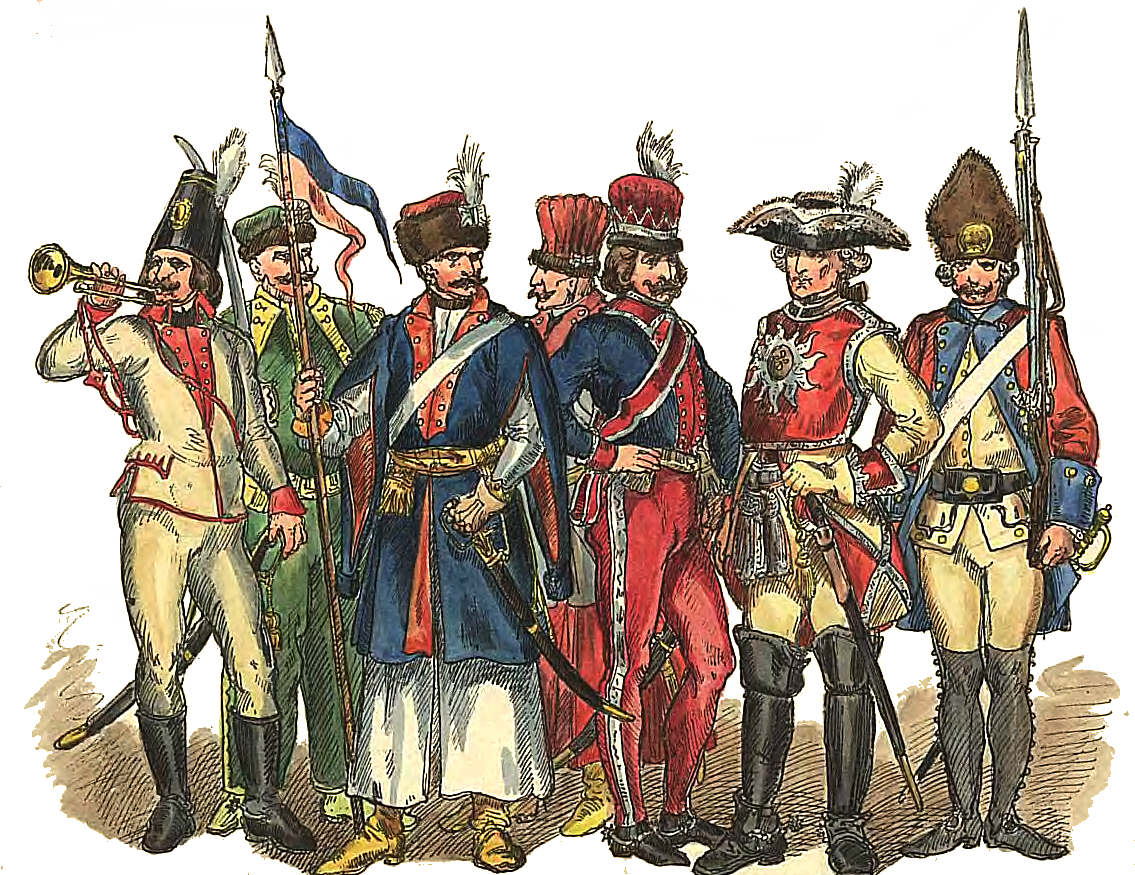
Żołnierze polscy 1697–1795

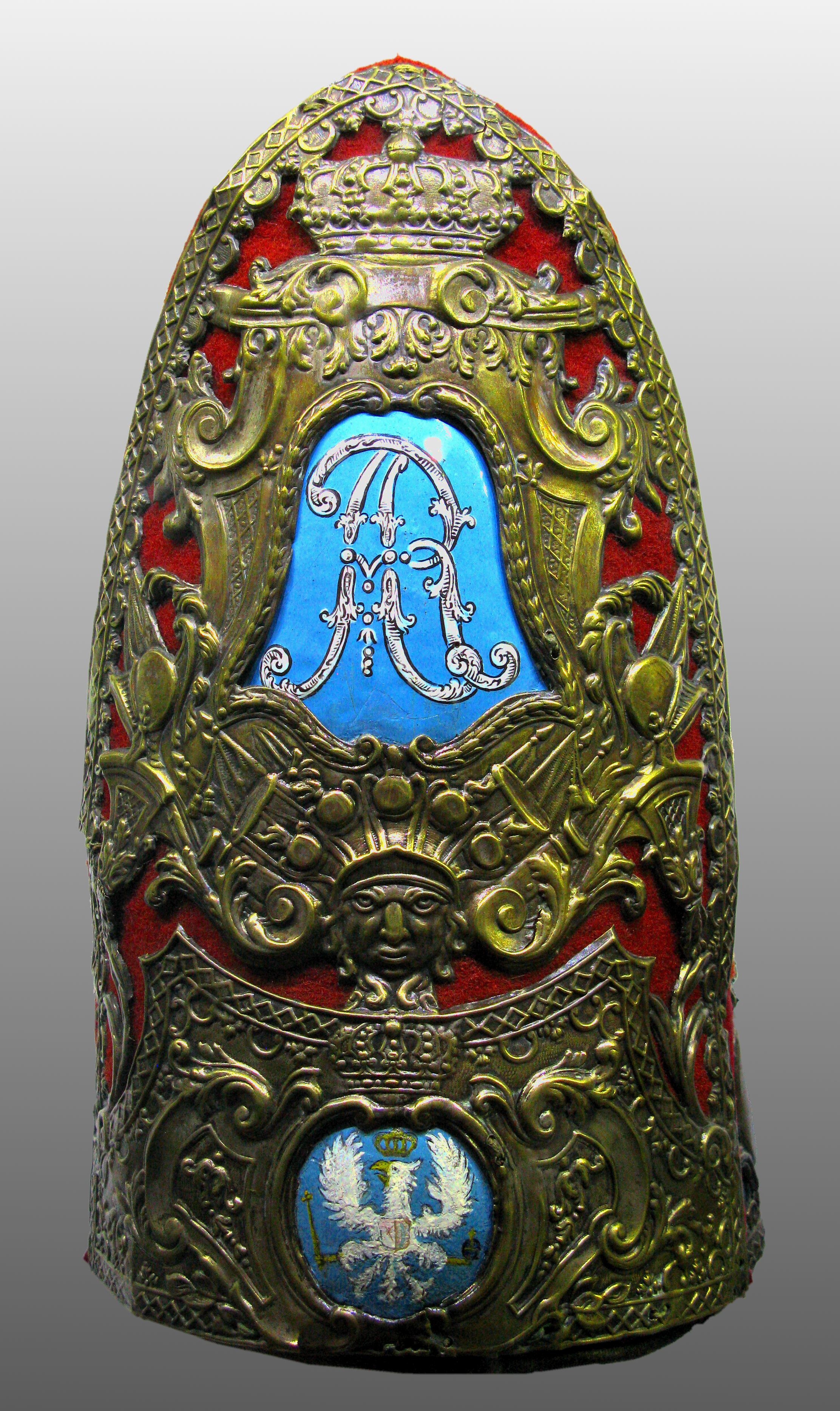
Kaszkiet gwardii pieszej koronnej 1697–1733

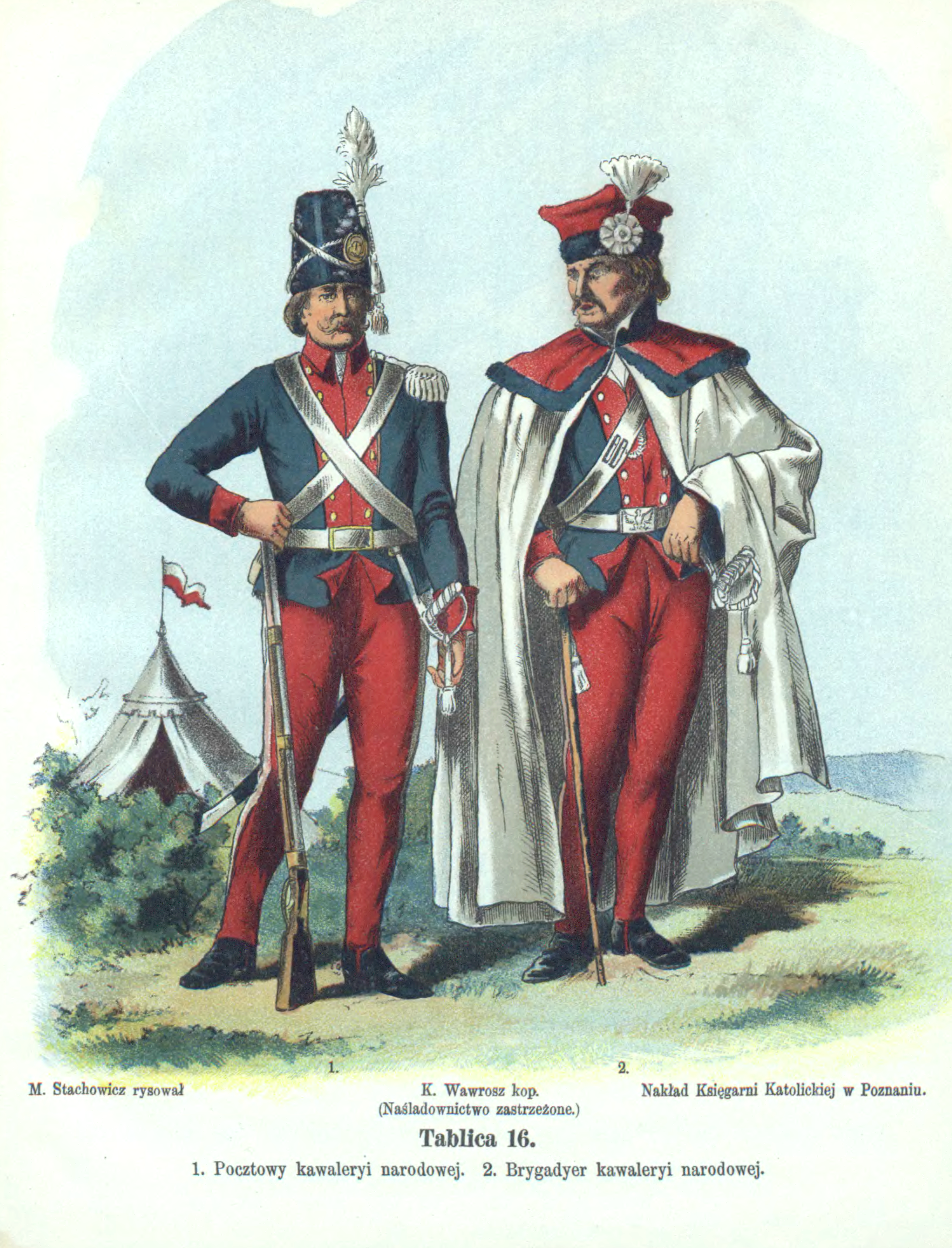
Kawaleria Narodowa w czasie insurekcji kościuszkowskiej 1794

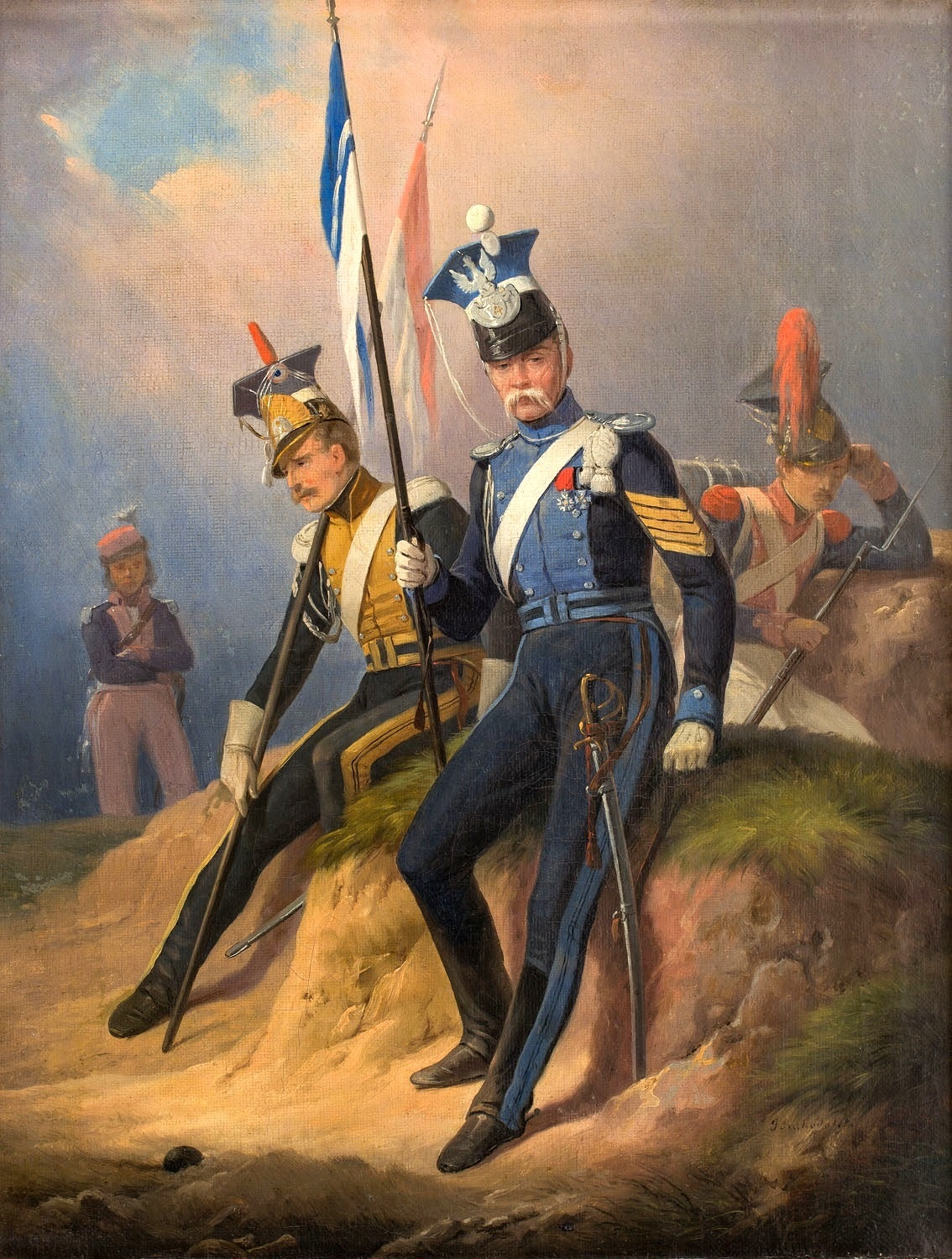
Ułani Księstwa Warszawskiego

## Okres przedpaństwowy
W obronie terytorium, zwykle najbliższego, uczestniczyła cała ludność je zamieszkująca. Było to swoiste pospolite ruszenie. Odzwierciedla się to w samym języku, gdzie słowo wojsko, znaczyło to samo, co „ludzie” i w staropolszczyźnie symbolizowało wielką chmarę ludzi. Stawali oni do boju zwykle „kupą”, nie stosując jakiejś szczególnej taktyki. Grupy pospolitego ruszenia dowodzone były zapewne przez najbardziej doświadczonego wojownika społeczności. Z systemem obronnym plemion słowiańskich zamieszkujących historyczne tereny Polski wiążą się także dwa pojęcia:
gród zamieszkanyGród zwykle położony w miejscu obronnym z natury, trudno dostępnym, otoczony wałami obronnymi, naturalną lub sztuczną fosą, palisadą, zasiekami. Stale zamieszkany przez rzemieślników pracujących w grodzie oraz rolników pracujących na okolicznych polach. Obie kategorie mieszkańców stanowiły pełnoprawnych obywateli grodu. Przykładem grodu zamieszkanego jest Biskupin
gród schronieniowy (refugium)Gród położony w trudno dostępnym terenie, dający w razie agresji schronienie całej miejscowej ludności normalnie żyjącej w rozproszeniu oraz silny punkt oparcia zbrojnego

## Okres wczesnego państwa polskiego
Obok pospolitego ruszenia działającego podobnie jak w okresie przedpaństwowym, którego obowiązkiem była obrona bezpośredniego terenu w razie agresji, pojawiła się drużyna książęca. Używana była dla szerzej zakrojonych działań zbrojnych, także ofensywnych. Była to stała siła zbrojna przy księciu. Żołnierze tworzący drużynę otrzymywali od księcia żołd, udział w łupach, uzbrojenie i wyżywienie. Doskonale zorganizowana, zdyscyplinowana, dobrze wyszkolona i liczna drużyna dała pierwszym Piastom zasadniczą przewagę nad innymi ośrodkami plemiennymi. Pozwoliło im to na szybką ekspansję państwa piastowskiego, a także na prowadzenie wojen z sąsiednimi państwami.
Drużyna składała się z oddziałów pieszych i jazdy. Piechota podzielona była na oddziały:
piechota strzelcza – wyposażona w ciężkie łuki.
tarczownicy – wyposażeni w tarcze, włócznie i topory.
Jazda dzieliła się na:
jazda ciężkozbrojna (pancerni) – żołnierz konny wyposażony w miecz, topór, łuk, tarczę, hełm i pancerz
jazda lekkozbrojna – żołnierz wyposażony jak żołnierz ciężkozbrojny z pominięciem pancerza.
Początkowo drużyną dowodził osobiście książę, jego najbliżsi krewni lub współpracownicy. Z czasem, wraz z rozwojem terytorialnym i powiększaniem się liczebności wojska konieczne było utworzenie funkcji organizatora siły zbrojnej. Od XI wieku był nim komes nadworny – wojewoda-palatyn (łac. comes palatinus), posiadający również niemilitarne funkcje administracyjne. Z czasem urząd ten został podzielony na dwa o odmiennych kompetencjach:
marszałek dworu – administracja cywilna,
wojewoda – administracja wojskowa.
Drużyna Mieszka I liczyła około trzech tysięcy wojów. Za panowania Chrobrego liczebność drużyny wzrosła do trzech tysięcy dziewięciuset wojów (wedle relacji Galla). Prawdopodobnie nie mniej silną drużyną rozporządzał w początku panowania Mieszko II. Po burzliwych latach upadku monarchii i walk wewnętrznych Kazimierz Odnowiciel (po ponownym objęciu tronu) zapoczątkował proces nadawania ziemi na prawie rycerskim. Ewolucji ulegało uzbrojenie. Do czasów Bolesława Krzywoustego pośród konnych wojów pancernych upowszechniła się długa, sięgająca łydek koszula kolcza, a małą, okrągłą tarczę zastąpiła większa typu normańskiego lub o kształcie „migdałowym”. Powszechnie konni stosowali włócznię.
Wczesnopiastowska drużyna książęca była dostatecznie silna, by walczyć skutecznie w polu z Czechami, Pomorzanami czy Wieletami, jednak nie dość silna (i zbyt słabo wyposażona w konnicę), by zmierzyć się w polu z wyprawą cesarską (jeszcze Bolesław Krzywousty prowadził z Henrykiem V wojnę podjazdową). Pasmo sukcesów w kolejnych wojnach z Cesarstwem aż do czasów najazdu Fryderyka Barbarossy (nie licząc klęski z 1031, zadanej przez sojusz cesarsko-ruski) Polska Piastowska zawdzięczała głównie świetnym walorom obronnym polskich grodów i umiejętnemu z reguły wykorzystywaniu w defensywie warunków terenowych. W starciu z wyprawami cesarskimi wybijającą się formacją byli z reguły łucznicy (rzadziej włócznicy miotający włócznie), którzy – korzystnie usadowieni – potrafili zadać wojsku nieprzyjaciela zaskoczonemu w przemarszu znaczne straty. Kluczowe jednak znaczenie w wojnach z Cesarstwem miała obrona głównych grodów zachodniej części państwa.
Na wschodzie sytuacja miała się inaczej – polscy książęta wielokrotnie najeżdżali w X i XI wieku Ruś Kijowską występując udanie w polu przeciw przeciwnikowi (z reguły wykorzystując chwilę osłabienia księcia kijowskiego i często z pomocą obcych wojsk, np. Pieczyngów, także łaknących łupów z Kijowa). Wyprawy łupieżcze na sąsiadów były wtedy podstawą utrzymania drużyny, stąd były prowadzone bardzo często, nawet parę razy do roku. Sytuacja ta zmieniała się wraz z upowszechnieniem się systemu rozdawnictwa ziemi na prawie rycerskim.

## Okres rozwiniętego państwa piastowskiego i rozbicia dzielnicowego
W XII i XIII wieku jako główna siła wojskowa państwa pojawia się rycerstwo. Proces jego formowania jest długi i trudny do uchwycenia. Jednym z jego elementów jest zmiana organizacji drużyny książęcej. Z czasem, wraz z utwierdzaniem się administracji piastowskiej na wcześniej podbitych terenach, żołd zostaje stopniowo zastępowany nadaniami majątków ziemskich, które stają się głównym środkiem utrzymania wojów. W zamian za prawo do użytkowania ziemi rycerz miał obowiązek stawiać się na wezwanie księcia. W tym samym czasie następuje drugi proces. Inni właściciele ziemscy, którzy weszli w taki czy inny sposób w jej posiadanie, obarczani są tym samym obowiązkiem. W ten sposób powstaje klasa rycerzy, której wspólnota oparta jest na tych samych prawach i obowiązkach. Z czasem z tej różnorodnej grupy wykształcił się względnie homogeniczny stan szlachecki.
Posiadający dobra zobowiązani byli stawiać się na wezwania księcia. Bogaty rycerz stawiał się do walki wraz z pocztem, który stanowił najmniejszą jednostkę organizacyjną. Biedniejsi stawiali się w pojedynkę. Grupa rycerzy pochodząca z jednego terytorium, lub rzadziej spokrewnionych z sobą, łączyła się w chorągiew. Gdy mobilizacja obejmowała większą część kraju, chorągwie łączono w hufce. Mobilizacja odbywała się przez rozpuszczenie wici informujących o terminie i miejscu zbiórki. W tym też czasie wykształcił się zwyczaj, że rycerstwo miało stawać na wezwania tylko w sytuacjach bezpośredniego zagrożenia kraju lub dzielnicy. W przypadku wyprawy poza własną dzielnicę książę był zobowiązany pokrywać koszt kampanii ze swojego skarbca.
Naczelne dowództwo nad zmobilizowanym rycerstwem sprawował książę lub zastępujący go wojewoda. Chorągwiami dowodzili kasztelanowie mający do pomocy urzędników nazywanych wojskimi.
Chłopi, aczkolwiek nie mieli obowiązków militarnych, to w sytuacjach wyjątkowych byli także zaciągani do wojska. Na mieszczan spadał obowiązek obrony miast.

## Epoka wojsk zaciężnych XVI wiek
Na początku XVI w. Rzeczpospolita dysponowała kilkutysięcznym stałym wojskiem zaciężnym składającym się w 90% z jazdy oraz potencjalnym 50-60 tysięcznym pospolitym ruszeniem szlachty.
W tym okresie dał się po raz pierwszy we znaki polskim siłom zaciężnym problem, który prześladował je aż do końca istnienia Rzeczypospolitej Obojga Narodów – brak stałego finansowania. Polskie wojsko zaciężne potrafiło liczyć około 2000 żołnierzy w czasie pokoju, a podczas wojny nawet 10 razy tyle (jak podczas kampanii przeciw Hospodarstwu Mołdawskiemu w 1538). Stałe zmniejszanie się dochodów skarbu spowodowane rozdawnictwem królewszczyzn, oraz niskie podatki uchwalane przez niechętną stałemu i silnemu wojsku szlachtę obawiającą się zwiększenia władzy królewskiej spowodowały, iż liczba zaciężnych żołnierzy zmniejszała się systematycznie.
Sytuację poprawiły reformy sejmowe z lat 1562–1563 wprowadzając tzw. wojsko kwarciane, które miało być utrzymywane z 1/4 (a od 1567 1/5) czystego dochodu płynącego z królewszczyzn. Fundusze te wystarczały na utrzymywanie stałego wojska służącego w obronie potocznej w ilości od 2 do 6 tysięcy żołnierzy.
Naturalnie poza obroną potoczną zaciągano także wojsko suplementowe na poszczególne kampanie wojenne – było jednak ono, tuż po ich zakończeniu, rozwiązywane.
Charakter wojsk zaciężnych był przede wszystkim konny. Wiązało się to bowiem z tym, że przeważająca część działań wojennych odbywała się na słabo zurbanizowanych obszarach pogranicza południowo-wschodniego. Nie przeszkadzało to jednak w chwilowym zaciąganiu dużych ilości piechoty, jeśli spodziewano się konieczności przeprowadzania oblężeń (i tak podczas kampanii inflanckiej w 1581 połowę ogromnej, bo liczącej około 32 000 żołnierzy armii zaciężnej stanowiła piechota). Także zaangażowaniu króla Stefana Batorego w Inflantach, a przez to konieczność wzmocnienia roli piechoty w polskich siłach zbrojnych należy przypisać powstanie w 1578 r. piechoty wybranieckiej, która według projektu królewskiego miała liczyć kilkanaście tysięcy żołnierzy będących powoływanych w ten sposób, że z każdych 20 łanów miał być wyznaczony 1 łan, na którym osadzony chłop byłby wolny od wszelkich ciężarów, a w zamian za to byłby obowiązany służyć w wojsku z własnym uzbrojeniem i oporządzeniem [8]. Status takiego chłopa byłby zatem podobny do statusu sołtysa. Jednakże niechęć szlachty i duchowieństwa do uzbrajania chłopstwa i utraty rąk do pracy, spowodowała ograniczenie dostarczania piechurów wybranieckich wyłącznie do królewszczyzn. Dobra królewskie były jednak w stanie dostarczyć co najwyżej dwa tysiące żołnierzy, którzy służyli w autoramencie węgierskim.
W tym okresie zanikły już zupełnie średniowieczne chorągwie strzelcze i kopijnicze przekształcając się w wyniku powolnej ewolucji na homogeniczne chorągwie husarskie i kozackie. Ich prawne wyodrębnienie nastąpiło uniwersałem brodnickim Stefana Batorego z 1576. W 1598 r. występowały już tylko jednolite roty kozackie lub husarskie kładąc ostateczny kres istnieniu chorągwi mieszanych husarsko-kozackich.
Chorągwie husarskie powstały w wyniku powolnej ewolucji średniozbrojnej jazdy służącej obyczajem rackim (uzbrojonej w pancerz, tarczę, drzewo, przyłbicę) na ciężkozbrojną husarię która jako podstawowego uzbrojenia używała długiej na 4,5–5,5 m wydrążonej w środku kopii, zbroi, szabli oraz pistoletów.
Z kolei chorągwie kozackie (zwane na Litwie petyhorskimi, a od siedemdziesiątych lat XVII w. pancernymi) powstały z przekształcenia się chorągwi strzelczych i uzbrojenia tychże w rohatyny i w pistolety. Używanie w tych jednostkach kolczug, kirysów i misiurek spowodowało, że można chorągwie kozackie uznać za pośrednie pomiędzy jazdą ciężką (husarią) i lekką (wołoską i tatarską).
Do lekkich chorągwi zaliczano jednostki bez uzbrojenia ochronnego, które składały się głównie z Mołdawian i Wołochów, ale także Polaków i Ukraińców (chorągwie wołoskie) oraz Tatarów (chorągwie tatarskie). Chorągwie te były wykorzystywane przede wszystkim do zwiadów, pościgów i innych działań pomocniczych.
Koniec XVI wiek zastał w Polsce nowoczesną armię, która składała się nie tylko z jazdy autoramentu narodowego (której podział przedstawiono powyżej), ale także z jednostek pieszych uzbrojonych głównie według zwyczajów węgierskiego (piechota węgierska, stanowiąca nadworną chorągiew króla), oraz niemieckiego. Istniały także nowoczesna artyleria oraz oddziały kozaków rejestrowych – te ostatnie jednostki utworzył Zygmunt August w 1570. Jazdą autoramentu cudzoziemskiego byli konni arkebuzerzy oraz rajtarzy.

## XVII wiek
XVII wiek można bez wątpienia uznać za złoty wiek w historii wojska polskiego. Z tego okresu pochodzą najświetniejsze zwycięstwa, które w dużej mierze zależały od nowoczesnej i nowatorskiej struktury wojska oraz ich właściwego użycia w polu walki. Wiązało się to jednak z dużymi zmianami stosunku jazdy do piechoty w polskich siłach zbrojnych oraz rozwojem wojsk prywatnych magnatów kresowych.
W roku 1618 użyto po raz pierwszy, tak popularnej w drugiej połowie stulecia dragonii, czyli konnej piechoty, szkolonej w walce pieszo oraz konno. Już 9 lat później podczas wojny polsko-szwedzkiej liczebność piechoty i dragonii, przekroczyła liczebność jazdy polskiej.
Niewątpliwie wpływ na to miały charakter przeciwnika i terytorium na którym wojna była prowadzona, świadczyło to także o zmianie jakościowej w charakterze prowadzonej wojny i przez resztę stulecia jazda stanowiła mniej więcej połowę całości składu osobowego wojska. Stosunek taki łączył ze sobą dużą ruchliwość armii oraz niezbędną siłę ognia.
Siedemnastowieczna piechota była uzbrojona tak jak w poprzednim stuleciu według wzorów niemieckiego i węgierskiego. Król Jan III Sobieski wprowadził do uzbrojenia muszkieterów berdysze, które służąc jako podpórki do muszkietów były także groźną bronią białą. Zmiana ta zwiększyła siłę ogniową regimentów piechoty, gdyż umożliwiła zmniejszenie ilości pikinierów w oddziale. Piechota uzbrojona po węgiersku – hajducy nie pełniła żadnych poważniejszych funkcji poza reprezentacyjnymi.
Istotną zmianę w sposobie finansowania wojsk zaciężnych spowodowało wprowadzenie w 1652 tzw. komputu, czyli całkowitej ilości wojska zaciężnego wystawianego przez państwo – poprzednio komput dotyczył tylko wojska nadliczbowego. Wiązało się to z wprowadzeniem w 1637 roku nowej kwarty przeznaczonej na cele artylerii (quarta dupla). Wojsko komputowe – którego liczebność była tajemnicą (była uchwalana przez specjalną delegację sejmu), liczyło w czasach pokoju 12 tys. dla Korony i 6 tys. dla Litwy, a podczas wojny 24–40 tys. dla Korony oraz 8–22 tys. dla Litwy. Decentralizacja oraz konieczność utrzymywania siły zbrojnej w każdym województwie spowodowana niestabilną sytuacją na granicy południowej i wschodniej, a także konieczność utrzymywania chłopów w posłuszeństwie spowodowały powstanie tzw. żołnierza powiatowego – wystawianego i utrzymywanego przez sejmik wojewódzki. Oddziały te funkcjonowały podobnie do oddziałów wystawianych centralnie.
Od roku 1655 stosowano w sytuacjach nadzwyczajnych, po raz pierwszy w historii przymusowy pobór rekruta. Był to żołnierz łanowy albo dymowy, wcielany do piechoty bądź jazdy z 5-20 łanów na wsi oraz z 25-50 dymów w miastach, ze wszystkich dóbr Rzeczypospolitej. Artyleria i marynarka wojenna także przeżywały krótki rozkwit w tym czasie: w 1637 przywrócono stanowisko starszego nad armatą – wyjmując jednocześnie artylerię spod zwierzchności hetmana polnego, a marynarka święciła tryumf w bitwie pod Oliwą w 1627. Tę ostatnią jednak szybko sprzedano – 1641.

## Epoka wojska stałego XVIII wiek
W XVIII wieku najpierw Wettynowie, a potem Stanisław August Poniatowski próbowali zreformować armię i zwiększyć jej liczebność, jednak wskutek zrywania sejmów przez przekupionych przez Rosję bądź Prusy posłów nie udało się tego dokonać. Armia była więc śmiesznie mała (ok. 40 000 żołnierzy w 1763 roku) wobec tego czym dysponowali sąsiedzi (Prusy – ok. 140 000, Rosja i Austria ok. 200 000), a na dodatek jak pisał Jędrzej Kitowicz źle uzbrojona i dowodzona. Brakowało infrastruktury, magazynów, kwater itd.
Brakowało też odpowiedniej kadry oficerskiej. Założona przez króla Stanisława Szkoła Rycerska tylko częściowo rozwiązała ten problem. Sam król przewidywał, że będzie ona dostarczać kadr raczej Rosjanom, ponieważ w XVIII wieku często oficerowie jednych państw dowodzili wojskami innych państw.
Jednocześnie magnateria utrzymywała własne armie zaciężne.

## Wojsko Polskie okresu rozbiorów

### WojskoKsięstwa Warszawskiego
Naturalnymi zalążkami wojska były dwie Legie Północne i resztki Legionów Polskich.
Rozkazem generalnym z 14 listopada 1806 do bywszego wojska polskiego gen. Jan Henryk Dąbrowski powołał dawnych oficerów, podoficerów i żołnierzy służby narodowej. Wstępującą ochotniczo do wojska młodzież szlachecką i mieszczańską awansowano na oficerów i podoficerów nie zawsze zwracając uwagę na wykształcenie formalne. Ponad kwalifikacje przedkładano zapał i oddanie sprawie.
16 listopada 1806 gen. Dąbrowski ogłosił dekret w departamencie poznańskim o poborze rekruta. Obowiązywała polska zasada: jeden rekrut pieszy z 10 dymów, jeden rekrut konny z 45 dymów.
Rozkazem Napoleona powstawały kolejne dywizje (legie): „Poznańska” – gen. Jana Henryka Dąbrowskiego, „Kaliska” gen. Józefa Zajączka i „Warszawska” ks. Józefa Poniatowskiego.
Stan armii Księstwa w 1809 wynosił 31 317 żołnierzy, 6035 koni w trzech dywizjach.
W Księstwie stacjonowało jedynie ok. 14 000 żołnierzy. Cztery pułki Legii Nadwiślańskiej, pułk lansjerów, trzy pułki piesze Dywizji Polskiej oraz 1 Pułk Szwoleżerów-Lansjerów Gwardii Cesarskiej walczyły w Hiszpanii. W twierdzy gdańskiej stacjonowały 11 i 12 pułk piechoty, w Kostrzynie 5 pułk piechoty, a na Pomorzu 4 pułk strzelców konnych.
Rozkazem z 23 listopada 1809 nastąpiła reorganizacja armii. Podzielona została ona na dwie dywizje, w skład których wchodziły wszystkie rodzaje broni. 7 grudnia zaś książę warszawski Fryderyk August III wydał dekret ustalający liczebność armii na 60 000 (z oddziałami pozostającymi na żołdzie francuskim).
W marcu 1810 wprowadzono podział na 4 okręgi obejmujące po 2 lub 3 departamenty z siedzibami w Warszawie, Poznaniu, Lublinie i Radomiu. Na czele okręgów stali generałowie: Józef Zajączek, Jan Henryk Dąbrowski, Ludwik Kamieniecki i Michał Sokolnicki. Ich władza wybiegała znacznie poza funkcje administracyjne. Należały bowiem do nich sprawy szkoleniowe, wywiadowcze i organizacyjne.
Po zakończeniu tej reorganizacji armia Księstwa liczyła 17 pułków piechoty, 16 pułków jazdy, korpus artylerii i inżynierii. W kawalerii, sformowano nowe, dotychczas nieznane formacje: dwa pułki huzarów, oraz pułk ciężkiej jazdy – kirasjerów. W skład artylerii wchodziły: pułk artylerii pieszej i pułk artylerii konnej, kompania rzemieślnicza i batalion saperów.
W maju 1811, na żądanie cesarza, wojsko Księstwa przeszło kolejną reformę administracyjną. Podzielono je na cztery dywizje, w tym trzy pod komendą księcia Poniatowskiego, a czwarta była w dyspozycji marszałka Dayouta (stacjonowała w Gdańsku).
U schyłku zimy 1812 nastąpiła nowa reorganizacja armii związana już bezpośrednio z przygotowaniami do drugiej wojny polskiej.
15 stycznia 1812 armia liczyła 49 000 piechoty i 16 000 jazdy. Doliczając wojska na żołdzie francuskim, oddziały gwardii narodowej, pułki litewskie oraz uzupełnienia w czasie trwania kampanii daje to liczbę ponad 100 000 osób pod bronią.
Dekretem Napoleona sformować miano na Litwie pięć pułków piechoty i cztery pułki jazdy. W sumie Litwa wystawiła do walki nieco ponad 15 000 żołnierzy.
W ramach Wielkiej Armii sformowano V korpus pod dowództwem księcia Poniatowskiego. Pozostałe jednostki polskie przydzielono poszczególnym korpusom francuskim.

#### Ciekawostka
W stosunku do V Korpusu Wielkiej Armii ks. Józefa Poniatowskiego po raz pierwszy w rozkazach Napoleona pojawiło się określenie „Wojsko Polskie”

### WojskoKrólestwa Kongresowego

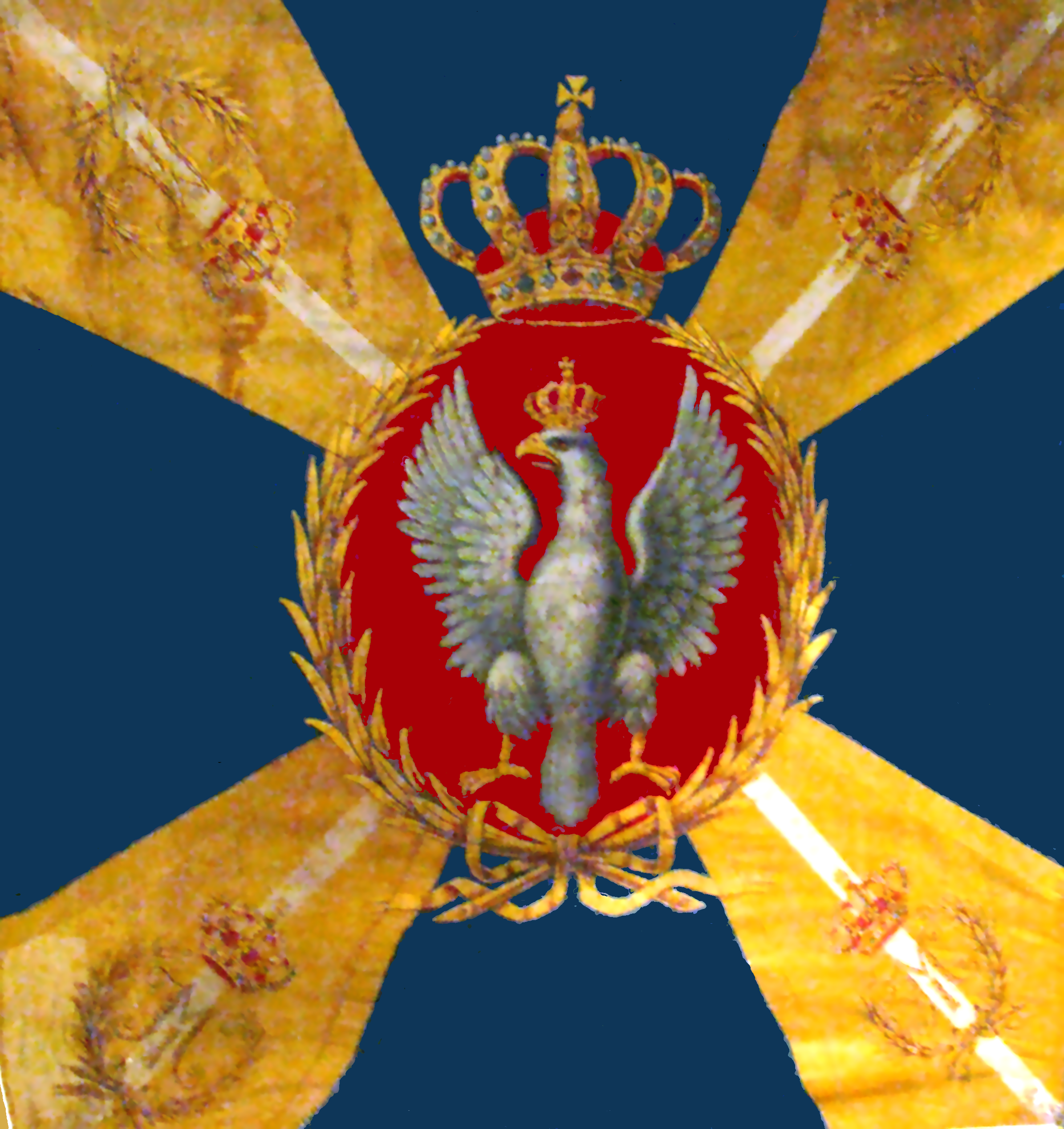
Sztandar wojsk polskich Królestwa Kongresowego

Jego początku należy dopatrywać się w słynnej rozmowie delegacji polskich wojskowych z Aleksandrem I 13 kwietnia 1814 w Paryżu. Na pytanie, „czy wojsko zatrzyma kokardę narodową”, cesarz odpowiedział twierdząco.
W kwietniu 1814 w Paryżu Aleksander I powołał Komitet Wojskowy – pierwszy organ organizacyjny i zwierzchni nad Wojskiem Polskim formowanym przez koalicje antynapoleońską. Na czele jego stanął wielki książę Konstanty Pawłowicz, członkami zaś byli: generałowie Jan H. Dąbrowski, Józef Zajączek, Józef Wielhorski, Karol Kniaziewicz, Stanisław Wojczyński, Karol Sierakowski, Antoni Sułkowski, Romuald Tadeusz Giedroyć i Franciszek Paszkowaki.
Konstytucja pozostawiała królowi (Aleksandrowi I i jego następcom) określenie wielkości wojska. Żołnierze składali przysięgę królowi (nie Ojczyźnie). Wojsko posiadało polskie chorągwie i sztandary. Językiem służbowym był język polski. Zwierzchnictwo nad armią posiadała Komisja Rządowa Wojny (ministerstwo wojny). Była to jednak władza formalna, ograniczająca się jedynie do spraw gospodarczych, poboru, zakupu uzbrojenia itp. Nieograniczone wręcz uprawnienia posiadał naczelny wódz – wielki książę Konstanty.
System uzupełnienia wojska regulowany był ustawą o poborze z 1816. Przewidywała ona stan pokojowy i stan wojenny wojska, istnienie wojska stałego, pierwszej i drugiej rezerwy.
Wojsko stałe uzupełniane było w drodze konskrypcji i zaciągu ochotniczego. Żołnierze (popisowi) służyli 10 lat.
Piechotę tworzyły dwie dywizje piechoty po trzy brygady – dwie piechoty liniowej i jedna strzelców pieszych. Pułki składały się z dwóch batalionów, a te posiadały w swoim składzie cztery kompanie (na czas wojny pułki rozwijały się do czterech batalionów po osiem kompanii)
Jazdę królestwa stanowiły dwie dywizje (jedna ułanów, jedna strzelców konnych) po cztery pułki, a te po cztery szwadrony (na czas wojny po sześć szwadronów)
Artyleria składała się z dwóch brygad artylerii pieszej po trzy baterie (jedna pozycyjna – ciężka i dwie lekkie), każda po dwanaście dział, tj. 6 armat i 6 granatników (tzw. jednorogów – haubic). W skład artylerii wchodziła również jedna brygada artylerii konnej z dwoma bateriami po osiem dział.
Gwardię królewsko-polską tworzyły pułk grenadierów (4 bataliony), pułk strzelców konnych oraz bateria pozycyjna gwardii. Podległe gwardii były również batalion saperów i korpus pociągów.

### Powstanie listopadowe

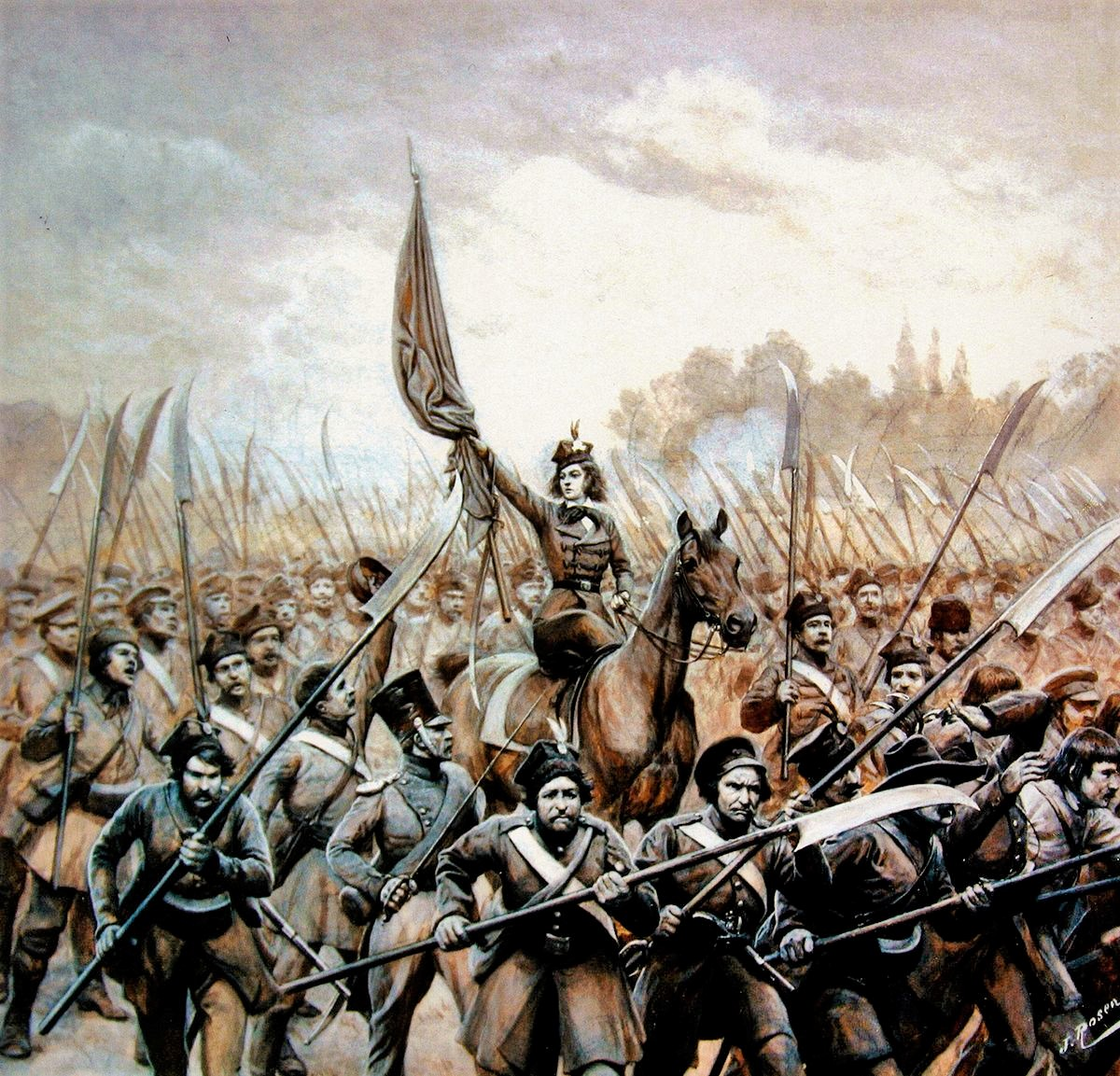
powstańcy listopadowi w 1831

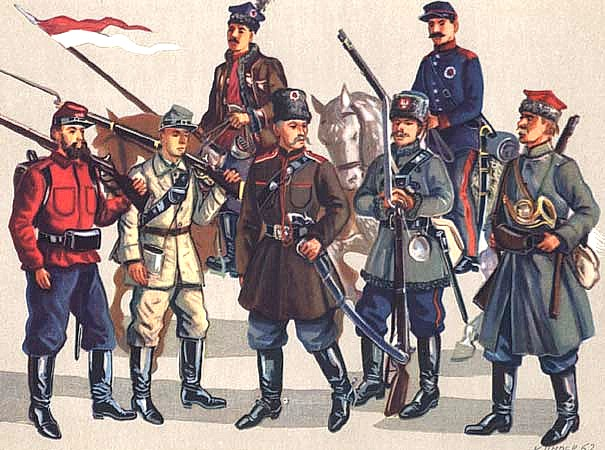
powstańcy styczniowi 1863

Po częściowej mobilizacji 24 stycznia 1831 (w przeddzień ogłoszenia detronizacji) Wojsko Polskie liczyło ok. 70 000 żołnierzy.
W pierwszej fazie powstania piechota zorganizowana była w czterech dywizjach. Wiosną zorganizowano piątą. W kolejnych miesiącach dokonano podziału na korpusy.
Po upadku powstania nastąpiły represje władz rosyjskich. Kilkadziesiąt tysięcy żołnierzy polskich wcielono do armii rosyjskiej i wysłano w głąb Rosji.
Wojsko Polskie w swojej regularnej formie przestało istnieć.

### I wojna światowa

#### Legiony (armia austriacka)

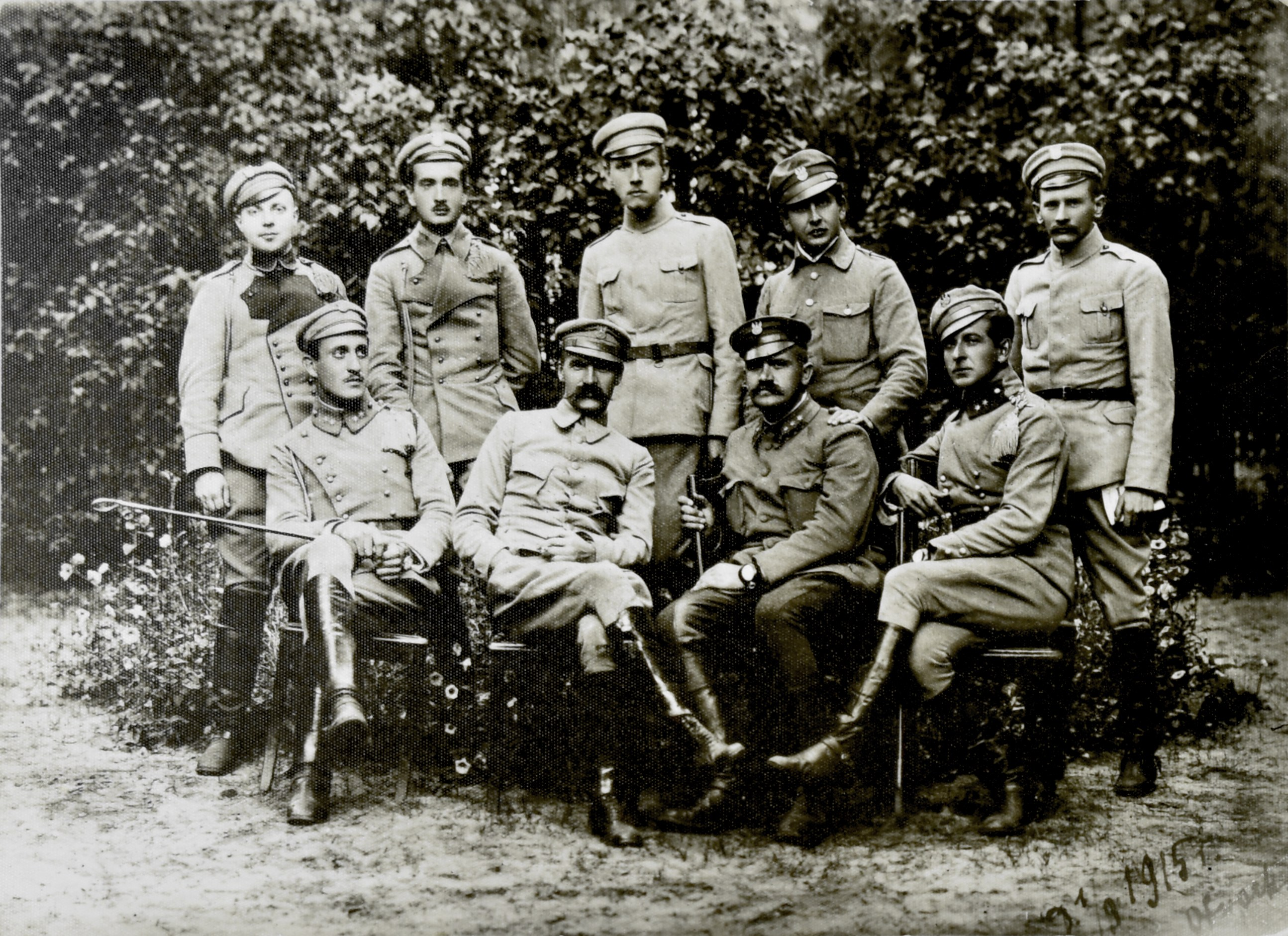
Oficerowie Legionów w sierpniu 1915

Z chwilą wybuchu wojny powstały I Brygada Legionów Józefa Piłsudskiego i II Brygada pod dowództwem gen. Hallera.
W zimie 1915–1916 obie brygady dały początek Polskiemu Korpusowi Posiłkowemu.
Na wiosnę 1917 nastąpił zatarg z państwami centralnymi i z wyjątkiem II Brygady Legiony zostają rozformowane. Część żołnierzy została internowana, część wcielona do wojska austriackiego a część utworzyło Polnische Wehrmacht. II Brygada pozostała w Polskim Korpusie Posiłkowym i walczyła na Bukowinie.
Równocześnie rozpoczęło się tworzenie Polskiej Organizacji Wojskowej, która przygotowywała się do walki zbrojnej przeciw mocarstwom centralnym.

#### Korpusy polskie na Wschodzie (armia rosyjska)
Po przewrocie w Rosji na wiosnę 1917 formują się kolejne korpusy polskie. Ich tworzeniem kierował Naczelny Polski Komitet Wojskowy.
W 1917 na Białorusi powstał I Korpus Polski pod dowództwem gen. Józefa Dowbora-Muśnickiego. W 1918 liczył początkowo ok. 29 tys. żołnierzy, później ok. 23,5 tys. W tym samym roku I Korpus uznał zwierzchnictwo Rady Regencyjnej. 21 maja 1918 został rozbrojony przez Niemców.
W grudniu 1917 w Besarabii powstał II Korpus, z którym w marcu 1918 połączyła się II Brygada płk Józefa Hallera. Liczył on wówczas 7 tys. ludzi. Dowodził nim S. Stankiewicz, a od kwietnia 1918 – płk Haller. W maju 1918 II Korpus został otoczony przez wojska niemieckie pod Kaniowem i po całodziennej walce zmuszony do kapitulacji.
Na początku 1918 z oddziałów polskich na Ukrainie sformowano liczący ok. 3 tys. żołnierzy III Korpus Polski, dowodzony przez gen. Eugeniusza de Henning-Michaelisa. Formacja ta walczyła na Ukrainie z bolszewikami, po czym w czerwcu 1918 została rozbrojona przez Austriaków.
W 1918 w Odessie utworzono oddziały polskie pod dowództwem kpt. S. Skrzyńskiego, liczące ok. 1,5 tys. ludzi, nazywane również IV Korpusem, rozwiązane po próbie rozbrojenia ich przez Austriaków. Cześć żołnierzy korpusów polskich stała się zalążkiem 4. i 5 dywizji strzeleckich oraz oddziału murmańskiego, utworzonych w lecie 1918.

#### Błękitna Armia

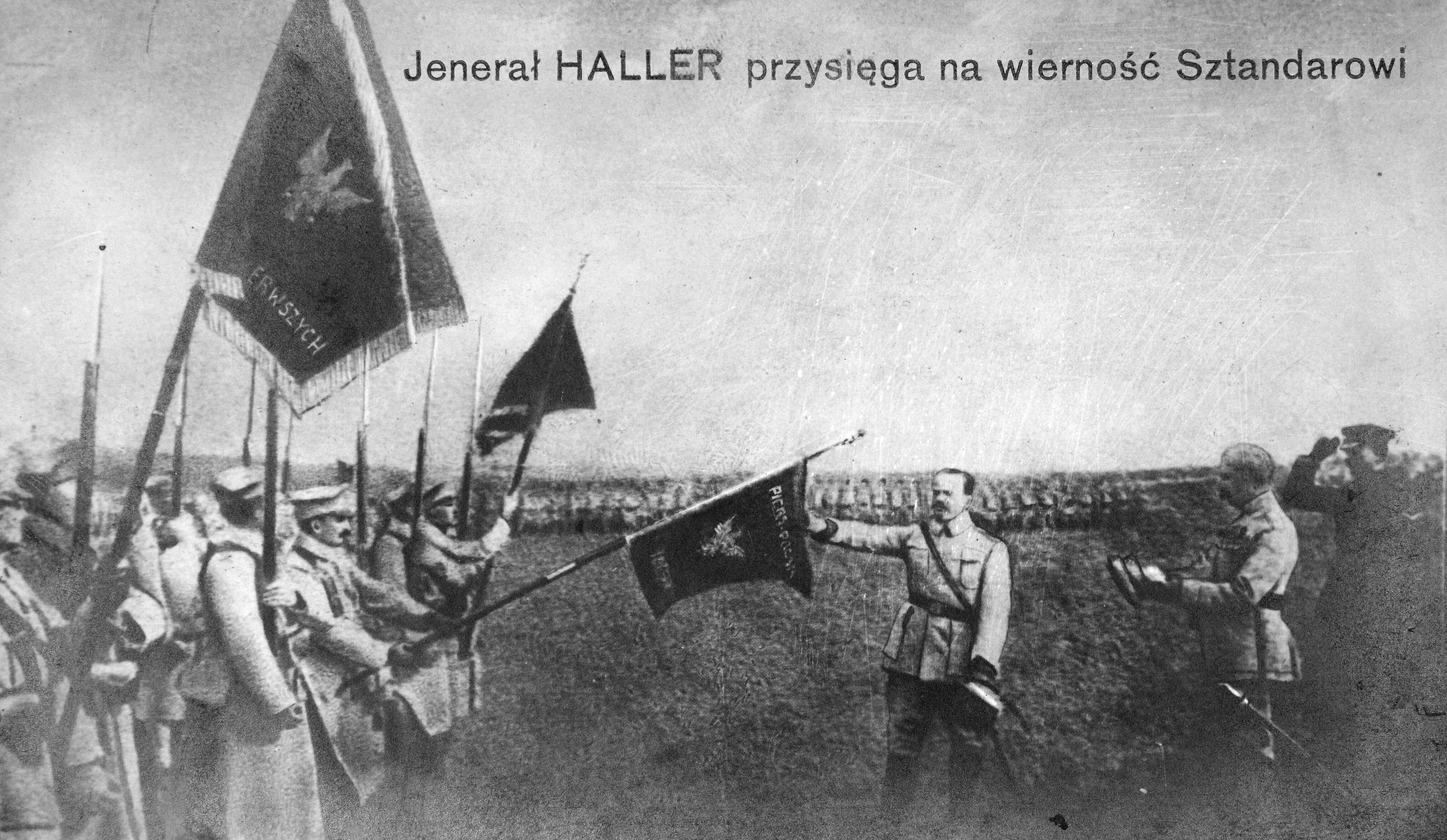
Gen. Józef Haller przysięga na sztandar Armii Polskiej we Francji

Latem 1917 rozpoczęło się formowanie Armii Polskiej we Francji (nazywanej potocznie Błękitną Armią).
Armia została zorganizowana na zasadzie zaciągu ochotniczego we Francji spośród Polaków służących w wojsku francuskim, polskich jeńców wojennych z armii państw centralnych, a także z polskiej emigracji z Francji, Stanów Zjednoczonych, Kanady i Brazylii. Pierwszym dowódcą był Francuz gen. Louis Archinard, od 4 października 1918 armią dowodził gen. Józef Haller.
We Włoszech ze skromnego Legionu utworzonego z jeńców – Polaków z armii austriackiej, utworzono pułki, które przewiezione do Francji wzmocniły Błękitną Armię.
Na Syberii tworzyła się dywizja pod dowództwem gen. Waleriana Czumy. Formalnie wchodziła ona w skład armii gen. Hallera jako 5 Dywizja Syberyjska.

## Wojsko Polskie niepodległej RP

### Wojsko Polskie w okresie pokoju

Orzełek z czasów II RP

#### W pierwszych latach pokoju
W latach 1921–1926 Polska rozporządzała dwoma rodzajami sił zbrojnych: lądowymi i Marynarką Wojenną. Liczyły one około 290 000 żołnierzy, w tym około 17 000 oficerów oraz 275 000 podoficerów i szeregowych, a także około 80 000 koni.
Wojska lądowe
Podstawowym rodzajem broni była piechota. Składała się ona z 30 dywizji (w tym dwu dywizji piechoty górskiej). Każda dywizja na czas „P” liczyła 3 pułki piechoty i pułk artylerii polowej. W razie wojny miała być wzmocniona oddziałami jazdy, saperów i łączności, a także pododdziałami różnych służb.
Drugim co do wielkości rodzajem broni była kawaleria (jazda). Po zakończeniu działań wojennych Polska posiadała 27 pułków ułanów i 3 pułki szwoleżerów. Oddziały te wchodziły w skład 10 samodzielnych brygad jazdy. W 1924 siły kawalerii wzrosły do 40 pułków (dodano pułki strzelców konnych)
Artyleria składała się z dwu rodzajów formacji: z oddziałów artylerii organicznej, które wchodziły w skład dywizji piechoty oraz dywizji i brygad kawalerii, a także z samodzielnych jednostek artyleryjskich. Artylerię organiczną stanowiło 30 pułków artylerii polowej (po jednym w każdej dywizji piechoty i 13 dywizjonów artylerii konnej (8 dywizjonów w dywizjach kawalerii i 5 dywizjonów w samodzielnych brygadach kawalerii).
Artyleria nieorganiczna składała się z: 10 pułków artylerii ciężkiej, pułku artylerii najcięższej, pułku artylerii górskiej, jednego pułku i 6 samodzielnych dywizjonów artylerii przeciwlotniczej, kompanii artylerii pieszej i dywizjonu artylerii pomiarowej.
Lotnictwo wchodziło w skład wojsk lądowych. Podstawową formacją organizacyjno-administracyjną był pułk. W połowie lat dwudziestych Wojsko Polskie dysponowało 6 pułkami lotniczymi oraz dywizjonem lotnictwa morskiego. Pułki stacjonowały w Warszawie, Krakowie, Poznaniu, Toruniu, Lidzie i Lwowie, a dywizjon w Pucku.
Wojska saperskie przeznaczone były do prac komunikacyjnych, fortyfikacyjnych, do niszczenia umocnień oraz do działań minerskich. Występowały dwa rodzaje jednostek:: saperskie – wyszkolone wszechstronnie i specjalne (mostowe, elektrotechniczne, reflektorowe, plutony min rzecznych i plutony żeglugi śródlądowej).
Wojska łączności dzieliły się na formacje ewidencyjne i nieewidencyjne. Oddziałami ewidencyjnymi były: pułki łączności, pułk radiotelegraficzny i samodzielne bataliony łączności. Do nieewidencyjnych zaliczano: Centralne Składy Łączności, Centralne Warsztaty Łączności, Centralną Stację Radiotelegraficzną, Obóz Szkolny Łączności oraz stacje telegraficzne i telefoniczne obsługujące władze i instytucje wojskowe.
Bronie pancerne w połowie lat dwudziestych stanowiły: pułk czołgów, 5 dywizjonów samochodów pancernych i 2 dywizjony pociągów pancernych. Formacje pancerne były wyposażone w 114 czołgów i 10 pociągów pancernych.
W wojskach samochodowych istniało 10 dywizjonów samochodowych, po jednym w każdym okręgu korpusu.
Marynarka Wojenna

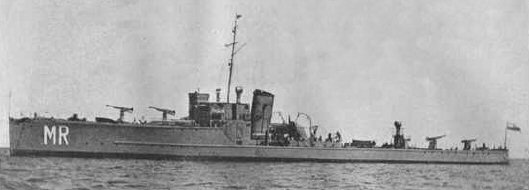
ORP Mazur

Do 1926 w jej skład wchodziły: 2 kanonierki („Komendant Piłsudski” i „Generał Haller”), 4 trawlery („Jaskółka”, „Mewa”, „Rybitwa” i „Czajka”), 5 torpedowców („Mazur”, „Krakowiak”, „Ślązak”, „Podhalanin” i „Kujawiak”), 4 monitory rzeczne („Warszawa”, „Toruń”, „Pińsk” i „Horodyszcze”) oraz 2 transportowce („Warta” i „Wilia”).
Przewidywano dalszy rozwój floty wojennej.
Poważną siłę bojową stanowił Korpus Ochrony Pogranicza. Był formowany od jesieni 1924. Podlegał Ministerstwu Spraw Wewnętrznych oraz Ministerstwu Spraw Wojskowych. W 1926 składał się z 6 brygad ochrony granicy. Formacje korpusu, w których służyło około 16 000 żołnierzy pogranicza, były rozlokowane wzdłuż granic: sowieckiej, łotewskiej i litewskiej, a od 1939 także na rumuńskiej i z Prusami Wschodnimi.

#### Pod rządami Marszałka

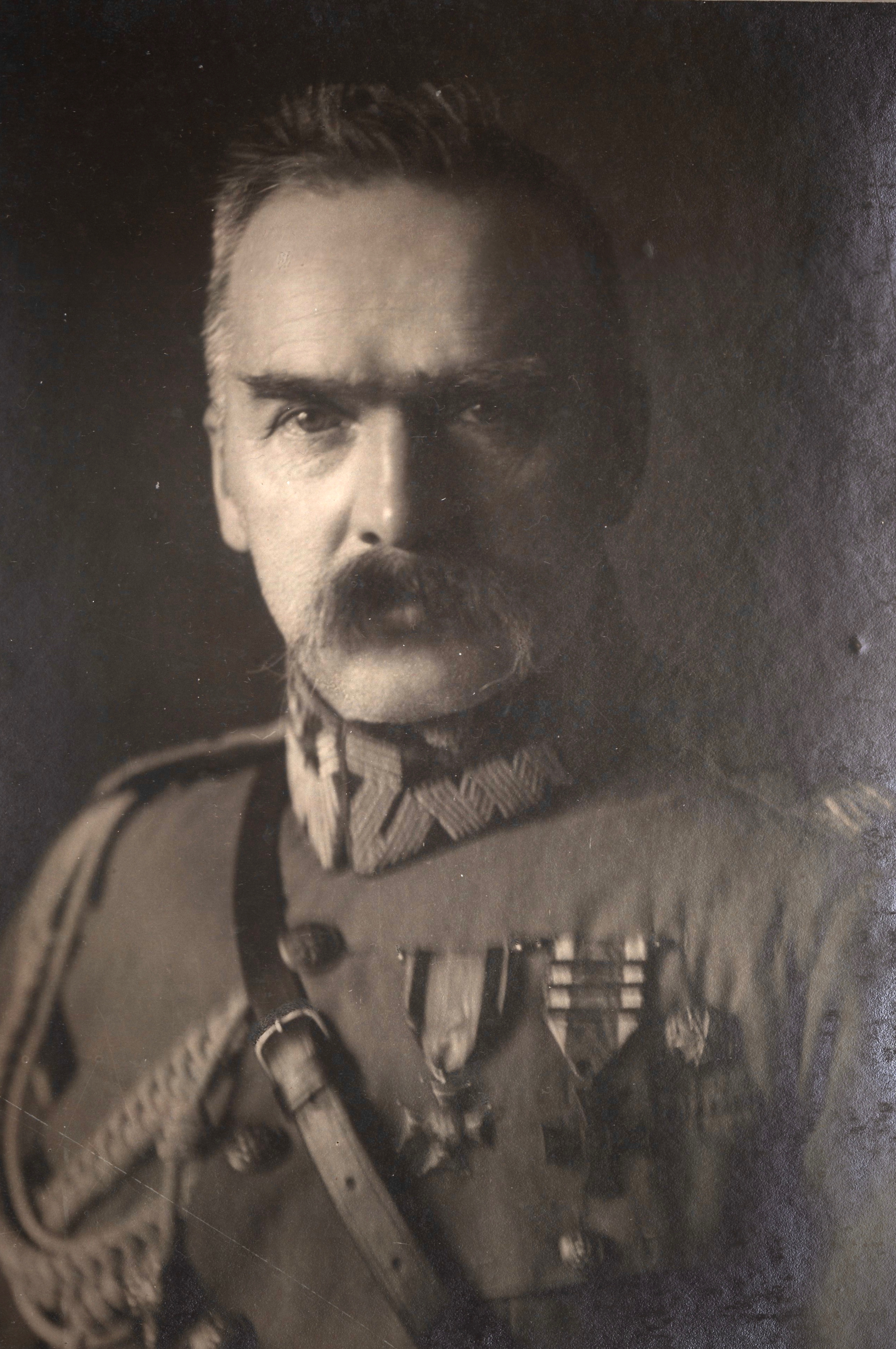
Józef Piłsudski

W wyniku przewrotu wojskowego marszałek Józef Piłsudski przejął władzę w państwie. W nowym, utworzonym przez Kazimierza Bartla rządzie, objął on tekę ministra spraw wojskowych.
Czynnikiem umacniającym władzę Marszałka były również wprowadzone przez niego zmiany w korpusie oficerskim. W 1921 na 145 generałów, którzy służyli w Wojsku Polskim, 12 wywodziło się z Legionów Polskich. W 1928 na 81 „czynnych” generałów było już 44 byłych legionistów. Objęli oni przy tym najważniejsze stanowiska dowódcze.
Piłsudski przeprowadził gruntowną reorganizację naczelnych władz wojskowych. Rozwiązano Ścisłą Radę Wojenną i zlikwidowano jej Biuro działające w ramach Sztabu Generalnego WP. Dekretem prezydenta z 6 sierpnia 1926 został utworzony Generalny Inspektorat Sił Zbrojnych (GISZ). Na jego czele stanął Generalny Inspektor, przewidziany w razie wojny na stanowisko Naczelnego Wodza.
Wraz z utworzeniem Generalnego Inspektoratu ukształtował się dwutorowy system dowodzenia wojska: pokojowy – sprawowany przez Ministerstwo Spraw Wojskowych i wojenny – realizowany przez GISZ.
Zmniejszono także kompetencje dowódców okręgów korpusów. Ich sztaby sprowadzone zostały do roli terytorialnego ogniwa administracji wojskowej. Przestały one pełnić funkcje organów wojennego systemu dowodzenia.
Nastąpiły również częściowe zmiany w strukturze organizacyjnej wojska. Zostały zlikwidowane 3 spośród czterech istniejących dywizji kawalerii. Wzrosła natomiast liczba samodzielnych brygad kawalerii (z 5 do 12).
W broniach pancernych od 1931 w Wojsku Polskim istniały 3 pułki pancerne (w Poznaniu, Żurawicy i Modlinie), dywizjon pancerny (w Brześciu nad Bugiem), 10 dywizjonów samochodowych i 2 dywizjony pociągów pancernych (w Jabłonnie koło Warszawy i w Krakowie). W 1933 nastąpiło połączenie oddziałów czołgów z oddziałami samochodowymi w 6 samodzielnych batalionów pancernych.
W końcu lat dwudziestych zredukowano wojska saperskie. Z istniejących poprzednio 10 pułków saperskich pozostawiono 8 batalionów, a pułki saperów kolejowych zmniejszono do szczebla batalionu. Bataliony te połączono w 4, a w 1934 w 3 brygady, obejmujące łącznie 13 batalionów.

#### W latach 1936–1939

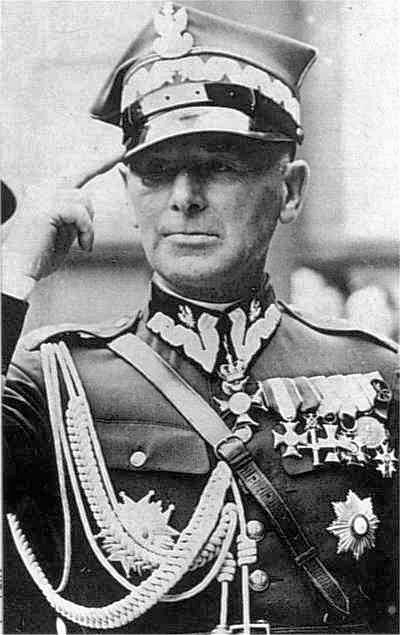
Edward Rydz-Śmigły

Po śmierci Józefa Piłsudskiego w naczelnych organach WP nastąpiły poważne zmiany personalne. Stanowisko Generalnego Inspektora Sił Zbrojnych objął gen. Edward Rydz-Śmigły. Ministrem spraw wojskowych został gen. Tadeusz Kasprzycki. Nastąpiły również przesunięcia w GISZ. W jego skład weszli m.in. Tadeusz Kutrzeba i Władysław Bortnowski. Szefem Sztabu Głównego mianowano gen. Wacława Stachiewicza.
Nowe kierownictwo dążyło do uporządkowania podstawowych dziedzin życia wojskowego, a przede wszystkim do unowocześnienia jego dotychczasowej struktury oraz do wyposażenia wojska w nowoczesny sprzęt. Zamierzenia w dziedzinie modernizacji wojska były dość poważne. Szczególną inicjatywę w tym kierunku przejawiał Sztab Główny, który uzyskał większe niż poprzednio uprawnienia.
Latem 1936 rozpoczęto prace nad planem unowocześnienia Wojska Polskiego. Powstał sześcioletni plan modernizacji i rozbudowy wojska. Założenia planu zmierzały w kierunku wzmocnienia siły ogniowej podstawowych rodzajów broni: piechoty i kawalerii. Przewidywał on zwiększenie w poszczególnych dywizjach piechoty ilości ręcznych i ciężkich karabinów maszynowych, granatników, karabinów przeciwpancernych i dział polowych do poziomu przodujących armii europejskich.

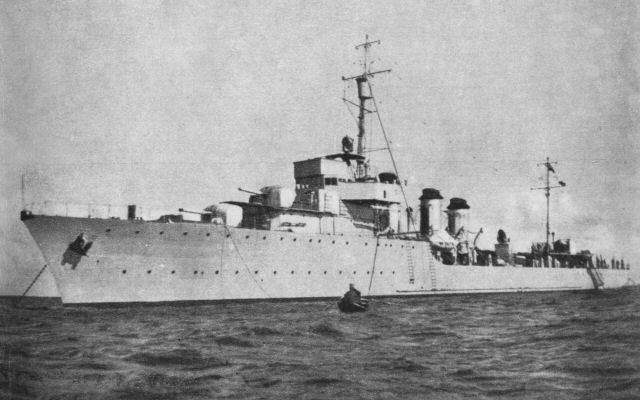
ORP „Wicher”

W okresie gdy przystąpiono do realizacji planu modernizacji i rozbudowy wojska, Marynarka Wojenna posiadała już dość znaczny potencjał bojowy. Składały się nań: dywizjon kontrtorpedowców („Wicher” i „Burza”), dywizjon okrętów podwodnych („Wilk”, „;Ryś”, „Żbik” oraz torpedowiec „Kujawiak” i okręt pomocniczy „Sławomir Czerwiński”), dywizjon minowców (kanonierki: „Komendant Piłsudski” i „Generał Haller” oraz trałowce: „Jaskółka”, „Mewa”, „Czajka” i „Rybitwa”), zespół okrętów wydzielonych (okręty pomocnicze: „Wilia”, „Iskra” i „Pomorzanin”).
Centrum Wyszkolenia Specjalistów Floty posiadało 5 okrętów (okręt pomocniczy „Bałtyk” i torpedowce: „Mazur”, „Ślązak”, „Krakowiak” i „Podhalanin”).
Dowództwu Floty podlegały ponadto: morski dywizjon lotniczy (25 wodnopłatowców), morski batalion strzelców, morski dywizjon artylerii przeciwlotniczej (8 dział 75 mm)
Siły obronne na Helu to: dywizjon artylerii przeciwlotniczej (6 dział 75 mm) i dywizjon artylerii nadbrzeżnej (4 działa 152 mm i 6 dział 100–105 mm).
Flota wojenna dysponowała ponadto kompanią łączności i oddziałem minowym (okręt pomocniczy „Smok” i 3 krypy minowe).
Rozbudowano też flotyllę rzeczną w Pińsku (2 monitory rzeczne, 2 kanonierki, 5 uzbrojonych statków rzecznych i 3 uzbrojone kutry rzeczne).
W stoczniach zachodnich budowane były 2 nowoczesne niszczyciele („Grom” i „Błyskawica”), 2 okręty podwodne („Sęp” i „Orzeł”) oraz stawiacz min („Gryf”). W wyniku realizacji planu rozbudowy sił morskich flota wojenna miała się składać z 6 niszczycieli, 8 okrętów podwodnych, jednego stawiacza min, 8 trałowców, 3 ścigaczy oraz ww. okrętów wojennych i pomocniczych.

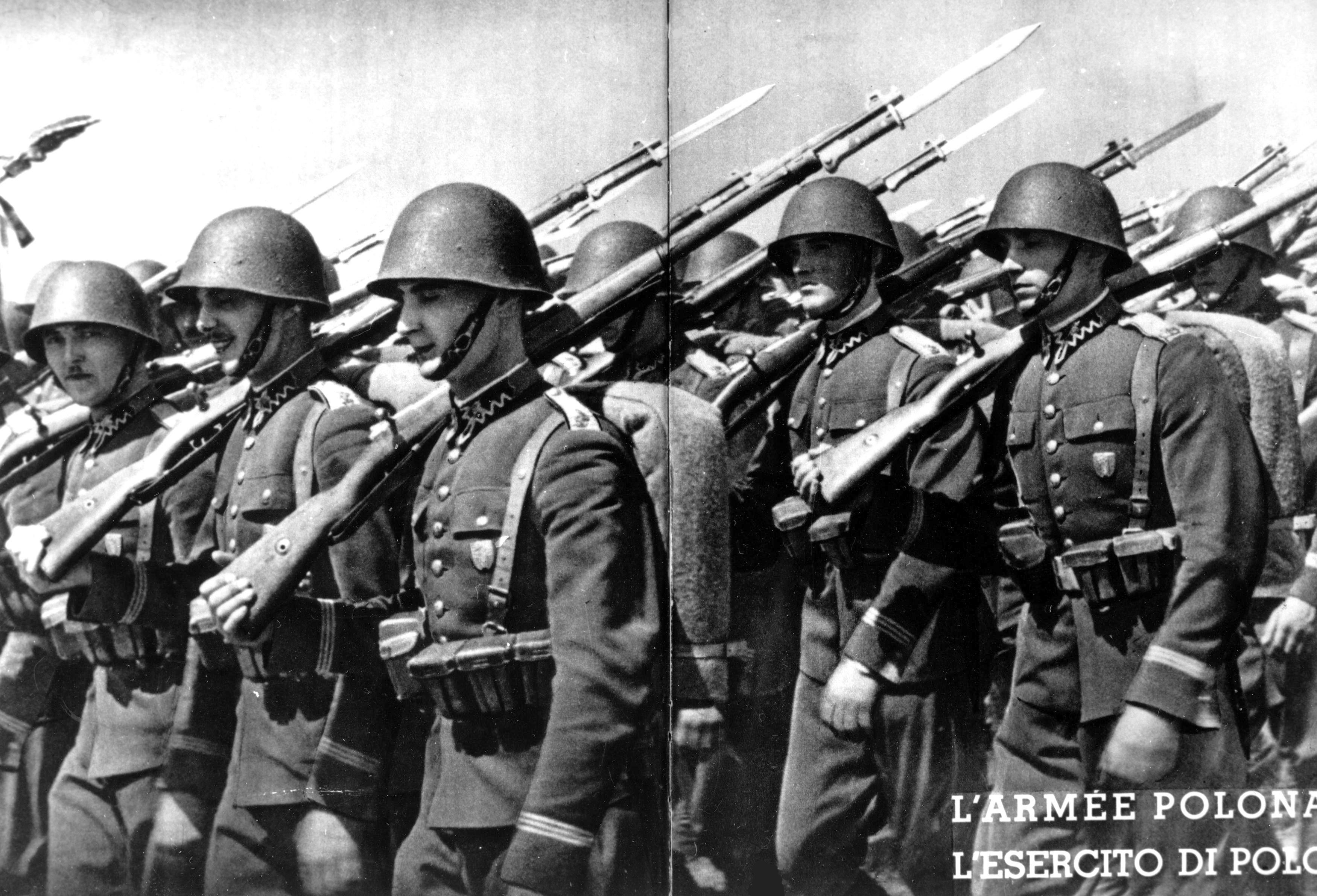
Piechota polska w marszu

Wiosną 1939 gdy w stosunkach niemiecko-polskich rozpoczął się okres napięcia, w skład lądowych sił zbrojnych wchodziły następujące formacje wojskowe:
30 dywizji piechoty (90 pułków piechoty, 19 szwadronów kawalerii zwiadowczej, 32 pułki artylerii lekkiej, 94 baterie artylerii przeciwpancernej, 30 dywizyjnych jednostek saperskich i 30 dywizyjnych jednostek łączności);
11 brygad kawalerii (38 pułków kawalerii, 11 dywizjonów artylerii konnej, 37 baterii artylerii przeciwpancernej, 11 dywizjonów pancernych, 37 szwadronów saperów i 37 jednostek łączności);
jedna brygada pancerno-motorowa (2 pułki zmotoryzowane), 2 brygady saperów, 33 bataliony Obrony Narodowej, 11 pułków artylerii, 14 samodzielnych dywizjonów artylerii, około 80 baterii artylerii przeciwlotniczej, pewna liczba mniejszych jednostek pancernych, saperskich i łączności;
9 eskadr lotnictwa bombowego, 15 myśliwskiego, 18 towarzyszącego, 15 liniowego i 8 kompanii balonów zaporowych.
W okresie tym Wojsko Polskie liczyło około 283 000 żołnierzy, w tym około 18 000 oficerów i ponad 43 000 podoficerów.

## II wojna światowa

### Polskie Siły Zbrojne na Zachodzie 1939−1947

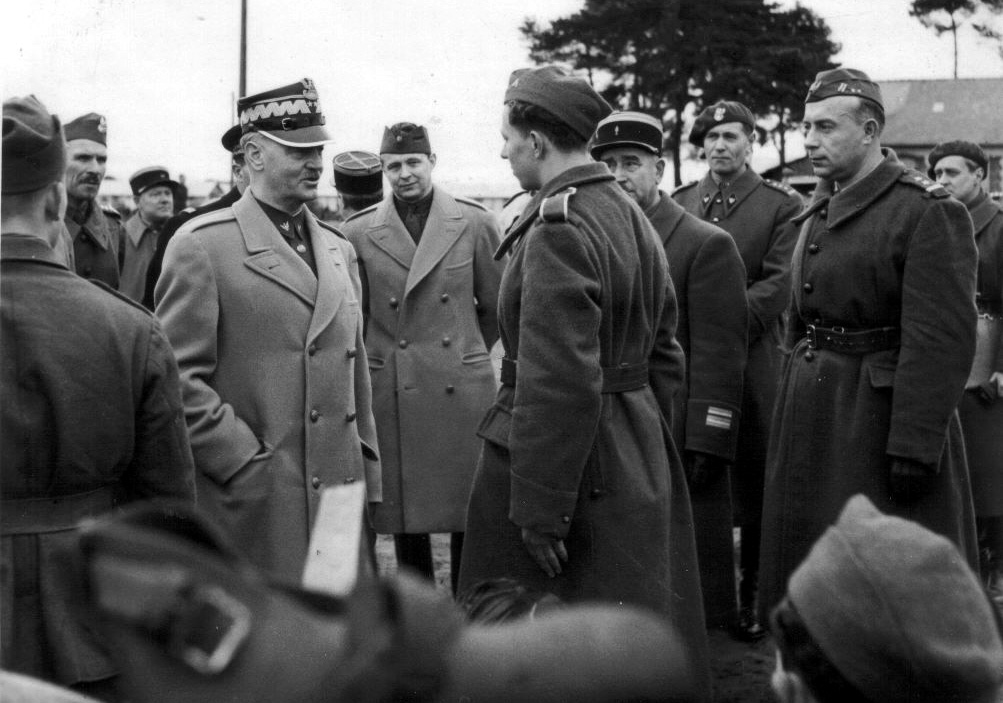
Gen. Sikorski wśród żołnierzy we Francji

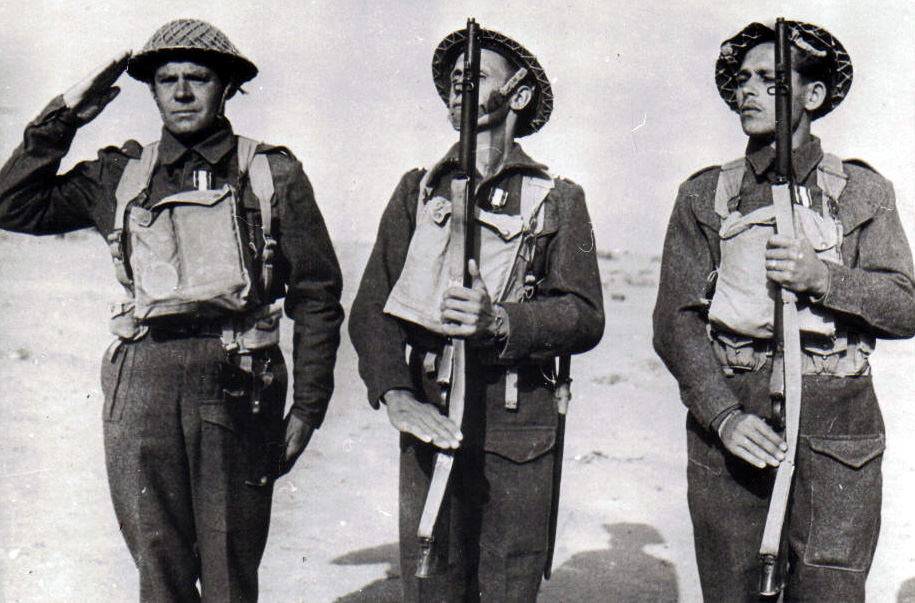
Żołnierze SBSK – obrońcy Tobruku

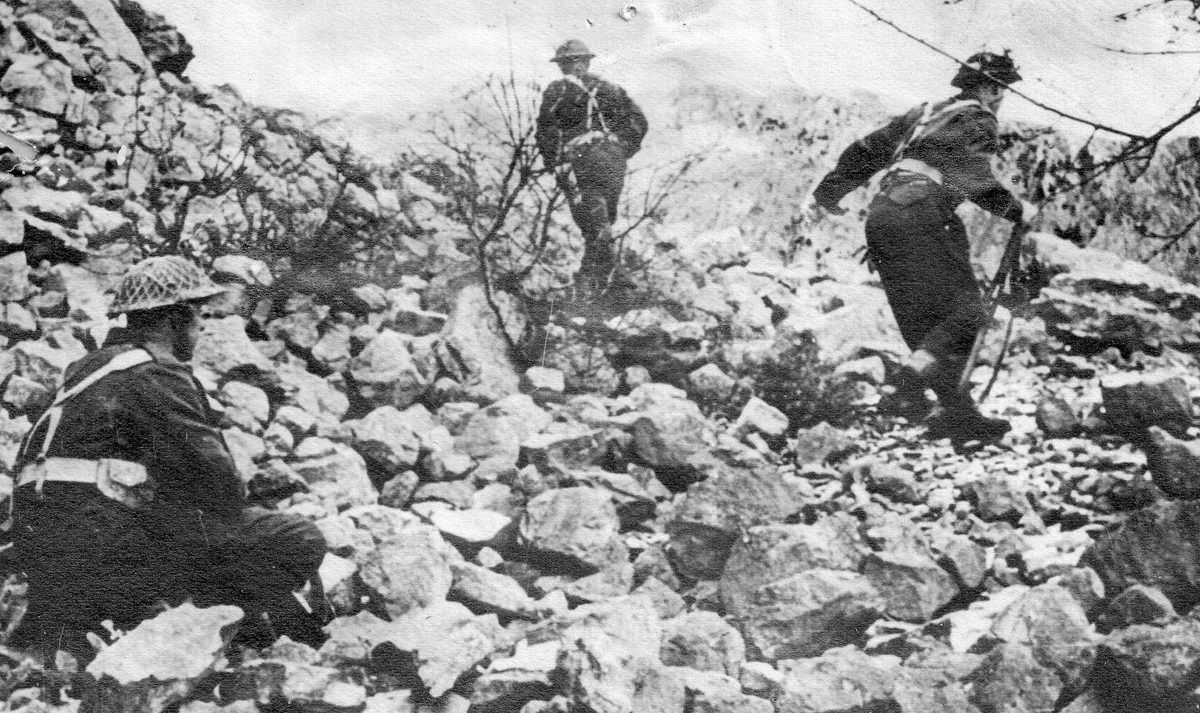
Polacy na „Widmie” 18 kwietnia 1944

Polskie Siły Zbrojne na Zachodzie to zorganizowane formacje wojskowe, utworzone jesienią 1939 poza granicami Polski, na podstawie międzysojuszniczych umów podpisanych przez Wielką Brytanię i Francję. Polskimi Siłami Zbrojnymi dowodził Naczelny Wódz.
W walkach o Norwegię (bitwa o Narwik, maj 1940) uczestniczyły Samodzielna Brygada Strzelców Podhalańskich oraz okręty Polskiej Marynarki Wojennej. W kampanii francuskiej (czerwiec 1940) brały udział następujące związki taktyczne: 1 Dywizja Grenadierów, 2 Dywizja Strzelców Pieszych i 10 Brygada Kawalerii Pancernej.
W Syrii formowano Samodzielną Brygadę Strzelców Karpackich (dowódca płk Stanisław Kopański). Po klęsce Francji udało się ewakuować około 27 000 żołnierzy i oficerów PSZ do Palestyny i Wielkiej Brytanii.
W Wielkiej Brytanii powstał I Korpus Polski. Polacy otrzymali tam zadanie zorganizowania obrony wschodniego wybrzeża Szkocji. Od lipca do października 1940 polscy piloci (2226 lotników, w tym 243 oficerów) uczestniczyli w powietrznej obronie Wielkiej Brytanii.
Na podstawie rozkazu Naczelnego Wodza PSZ, gen. broni Władysława Sikorskiego z dnia 12 września 1942 r., utworzona została w Iraku, Iranie i Palestynie z połączenia Wojska Polskiego na Środkowym Wschodzie i Polskich Sił Zbrojnych w ZSRR – Armia Polska na Wschodzie. W 1943 w Iraku powstał II Korpus Polski.
W latach 1944–1945 jednostki Polskich Sił Zbrojnych walczyły na terenach Francji, Belgii, Włoch i Niemiec. W działaniach bojowych wzięły udział następujące jednostki PSZ: II Korpus Polski w składzie 8 armii brytyjskiej walczący we Włoszech liczący w maju 1945 roku 78 tysięcy żołnierzy, formacja ta m.in. brała udział w przełamaniu niemieckich fortyfikacji Linii Gustawa, odgrywając istotną rolę w bitwie o Monte Cassino.
Licząca 16 tysięcy żołnierzy 1 Dywizja Pancerna w składzie 1 armii kanadyjskiej walczyła we Francji, Belgii, Holandii, Niemczech. Jednymi z największych walk tej formacji były bitwa pod Falaise i dalsze starcia z siłami niemieckimi pod Chambois.
Licząca 2200 żołnierzy 1 Samodzielna Brygada Spadochronowa walczyła w operacji Market Garden w składzie 1 armii spadochronowej wraz z kilkoma tysiącami polskich lotników i marynarzy walczących składzie RAF i Royal Navy. Pod koniec maja 1945 ich liczebność wzrosła do 200 000, zaś wiosną 1946 roku do ponad 240 tysięcy.
Po zakończeniu wojny w latach 1946–1947 żołnierze polscy pełnili służbę w okupowanych Niemczech i we Włoszech, aż do rozbrojenia, a następnie rozwiązania PSZ przez Brytyjczyków w 1947. Specjalnie dla Polaków, którzy nie chcieli wracać do komunistycznej Polski alianci utworzyli Polski Korpus Przysposobienia i Rozmieszczenia. Część z żołnierzy powróciła do kraju, często padając ofiarami terroru stalinowskiego, część pozostała na emigracji. Ogółem do Polski repatriowało się 105 000 żołnierzy i oficerów, większość pozostała na emigracji (w tym 90% składu 2. Korpusu). Spośród kadry dowódczej za granicą pozostało 106 generałów, a 20 zdecydowało się na powrót do kraju.

### Wojsko Polskie na froncie wschodnim

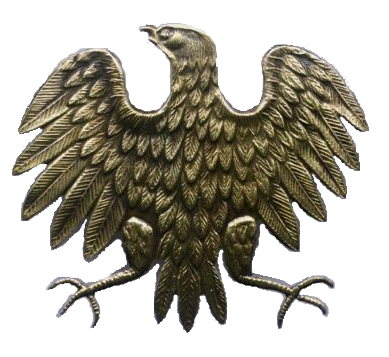
Orzeł tzw. wzór 43 (piastowski)

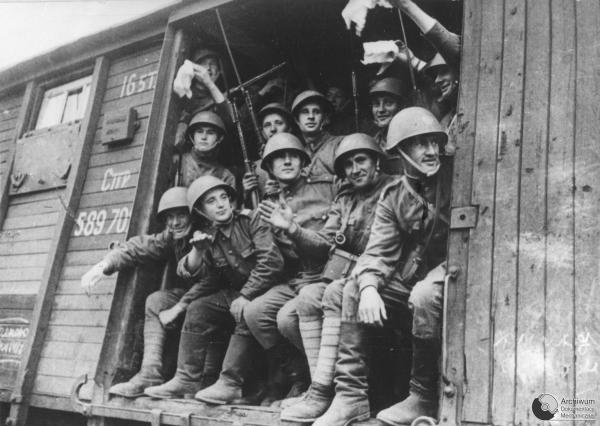
Kościuszkowcy w drodze na front

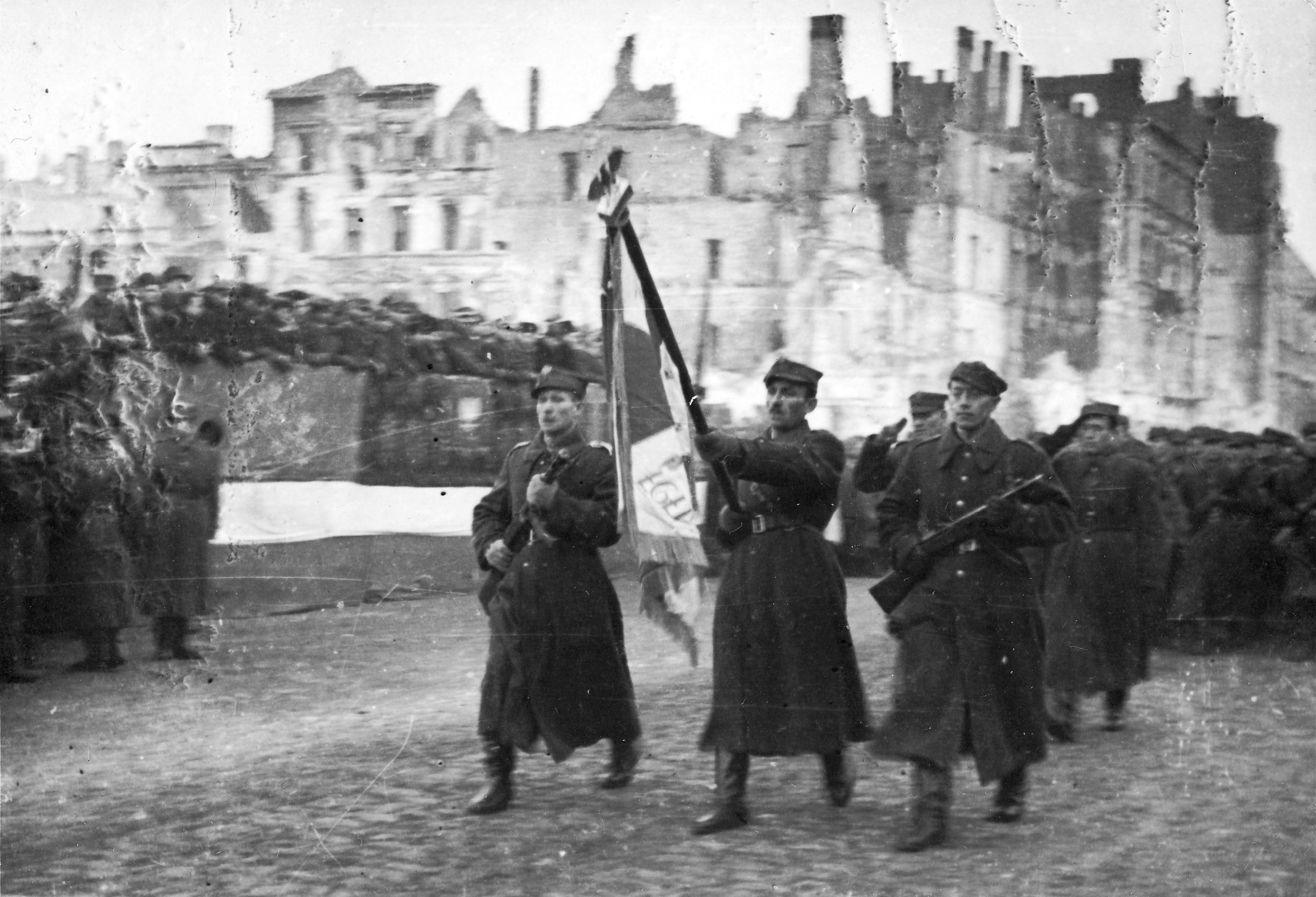
Defilada w ruinach Warszawy

Wyjście armii gen. Andersa na Bliski Wschód w 1942 nie wyczerpało polskich możliwości mobilizacyjnych w ZSRR. Oprócz Polaków w głębi ZSRR pozostawali jeńcy niemieccy pochodzenia polskiego, przymusowo wcieleni do Wehrmachtu, oraz byli obywatele polscy niepolskiej narodowości i sowiecka polonia.
W marcu 1943 na Kremlu odbyły się rozmowy w sprawie powtórnego formowania jednostek polskich, prowadzone pomiędzy Józefem Stalinem z jednej strony, a Wandą Wasilewską i Zygmuntem Berlingiem. W kwietniu Biuro Polityczne WKP(b) podjęło polityczną decyzję o formowaniu nowych oddziałów polskich pod auspicjami nieistniejącego wówczas jeszcze Związku Patriotów Polskich. Tworzone oddziały miały stać się zalążkiem formowania Polskich Sił Zbrojnych.

#### Formowanie 1 Dywizji Piechoty
Na rejon formowania dywizji wyznaczono obóz wojskowy Moskiewskiego Okręgu Wojskowego w Sielcach nad Oką.
6 maja Państwowy Komitet Obrony ZSRR podjął polityczną decyzję o formowaniu 1 Dywizji Piechoty im. Tadeusza Kościuszki.
Okres organizowania dywizji trwał do końca czerwca. W tym czasie utworzono jednostki, umundurowano, uzbrojono i wyposażono, a dywizja osiągnęła pełny stan etatowy.
Wielkim przeżyciem dla nowo wcielanych żołnierzy było pojawienie się w obozie sieleckim ks. Wilhelma Kubsza oraz polska oprawa przysięgi składanej w rocznicę bitwy pod Grunwaldem, 15 lipca 1943 roku.
Poza etatem dywizji formowano: 1 pułk czołgów, trzy dywizjony artylerii, kompanię rusznic przeciwpancernych, kursy oficerskie, 1 Samodzielny Batalion Kobiecy im. Emilii Plater, zapasowy pułk piechoty, eskadrę lotnictwa myśliwskiego i nieetatową kompanię karną.
Etatowo formowane wojska liczyły ponad 16 tys. żołnierzy, a ich uzbrojenie stanowiło: 9147 karabinów, 2548 pistoletów maszynowych, 792 karabiny maszynowe, 417 rusznic przeciwpancernych, 218 moździerzy, 102 działa oraz 39 czołgów i 8 dział pancernych.

#### 1 Korpus
10 sierpnia władze radzieckie zgodziły się na rozwinięcie dywizji w korpus. Miał on się składać z dwóch dywizji piechoty, dwóch brygad – artylerii i pancernej, dwóch pułków – lotniczego i zapasowego, czterech samodzielnych batalionów oraz pododdziałów zabezpieczenia i obsługi. Dowódcą korpusu został gen. Zygmunt Berling, a jego zastępcami ppłk Włodzimierz Sokorski oraz gen. Karol Świerczewski.
Dopiero wyzwolenie Zachodniej Ukrainy umożliwiło dalszy rozwój organizacyjny korpusu. W grudniu liczba żołnierzy w korpusie przekroczyła 32 tys. żołnierzy. W marcu 1944 korpus częściowo zmotoryzowano.

#### 1 Armia Polska w ZSRR
16 marca 1944 roku władze sowieckie wyraziły zgodę na przekształcenie 1 Korpusu w 1 Armię Polską. Dowódcą armii mianowano gen. dyw. Zygmunta Berlinga. Ośrodkiem formowania od marca do lipca 1944 rok był rejon Sum koło Charkowa, a od lipca do września – rejon Żytomierza.
20 lipca 1944 roku, 1 AP w ZSRR składała się z: dowództwa, czterech dywizji piechoty, brygady pancernej, brygady kawalerii, pięciu brygad artylerii, dywizji artylerii przeciwlotniczej, brygady saperów.

##### Walki oddziałów 1 AP
7 kwietnia na stacji kolejowej Darnica pod Kijowem 1 samodzielny dywizjon artylerii przeciwlotniczej stoczył nocną walkę z nieprzyjacielskim lotnictwem atakującym stację zapełnioną transportami wojskowymi
W dniach 18–21 lipca zgrupowanie artylerii polskiej wspierało wojska sowieckiej 69 Armii podczas walk nad rzekami Turią i Bugiem, w rejonie Dolska i Dorohuska.

#### Przeformowanie
21 lipca Polski Komitet Wyzwolenia Narodowego, wydał w imieniu Krajowej Rady Narodowej dekret scalający Armię Polską w ZSRR z Armią Ludową w Wojsko Polskie, a 22 lipca powołał Naczelne Dowództwo Wojska Polskiego.
Naczelnym Dowódcą WP został gen. Michał Żymierski, który w rozkazie wydanym 29 lipca nakazał używanie terminu – Wojsko Polskie – w podległych sobie wojskach.
8 sierpnia 1944 r. Naczelne Dowództwo WP wydało rozkaz nr 3, w którym rozwiązano Radę Wojenną Armii Polskiej w ZSRR. Rozkaz ten ostatecznie kończy działalność AP w ZSRR.

## Wojsko Polski Ludowej

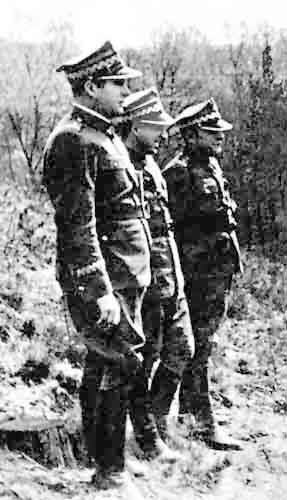
Generałowie Żymierski, Spychalski i Świerczewski nad Nysą

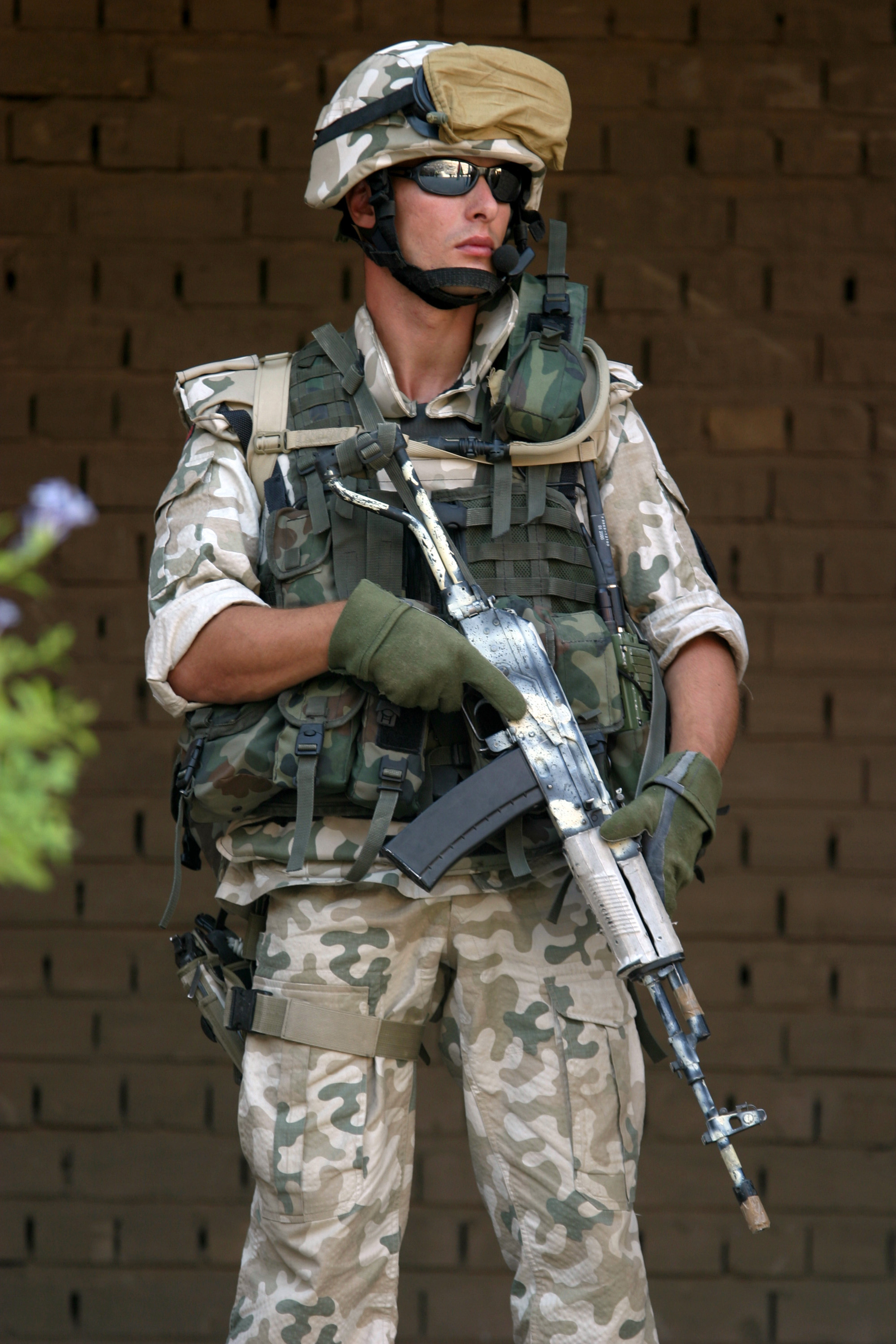
Polski żołnierz w Iraku

Koniec wojny zastał Wojsko Polskie w okresie intensywnego rozwoju organizacyjnego. Zrezygnowano co prawda z realizacji koncepcji Frontu Polskiego, powstawały jednak nowe związki taktyczne i oddziały wojsk. W wyniku mobilizacji liczebność wojska w maju 1945 osiągnęła 370 tysięcy żołnierzy zaś we wrześniu 1945 roku 440 tysięcy. Na wyzwalanych obszarach organizowano Okręgi Wojskowe. Okręgi sprawowały bezpośrednie zwierzchnictwo nad jednostkami stacjonującymi na administrowanym przez nie terenie, a ich dowódcy podlegali bezpośrednio szefowi Sztabu Generalnego WP.
Powracającą do kraju 2 Armię WP przeznaczono do ochrony zachodniej granicy państwa od Jeleniej Góry do Kamienia Pomorskiego, a na bazie jej dowództwa utworzono sztab Okręgu Wojskowego Poznań.
Granicę południową zaś, od Jeleniej Góry do stacji kolejowej Użok (na styku granic Polski, ZSRR i Czechosłowacji) obsadziły jednostki 1 Armii WP. Na bazie jej dowództwa sformowano sztab Śląskiego OW.
W czerwcu 1945 skierowano 1, 3 i 8 Dywizje Piechoty do działań związanych z bezpieczeństwem wewnętrznym. 4 Dywizję Piechoty przekazano dla potrzeb tworzącego się Korpusu Bezpieczeństwa Wewnętrznego. Zasadą było, że jednostki wojskowe wykorzystywane były przede wszystkim do działań przeciw UPA, a wojska KBW do walki ze zbrojnym podziemiem niepodległościowym. Od reguły tej zdarzały się jednak dość często odstępstwa. Kulminacją walk z jednostkami UPA była operacja militarno-przesiedleńcza, tzw. Akcja Wisła, mająca miejsce w 1947.
Jednocześnie trwały demobilizacja oddziałów i przejście wojska na stopę pokojową. 10 sierpnia 1945 wydano „dekret o częściowej demobilizacji WP”. Kolejne jej fazy miały miejsce w lutym i grudniu 1946.
Jednym z najważniejszych zadań stojących przed wojskiem po zakończeniu wojny było rozminowanie kraju. W latach 1944–1956 prowadzono operację rozminowywania kraju, w której uczestniczyły 44 jednostki inżynieryjne, czyli ok. 19 tys. saperów. W jej wyniku sprawdzono i rozminowano obszar o powierzchni ponad 250 000 km kwadratowych (80% powierzchni kraju). Znaleziono i usunięto 14,75 mln min różnego rodzaju i 59 mln pocisków, bomb i innej amunicji. W operacji rozminowywania śmierć poniosło 646 saperów.
Jesienią 1945 granice państwa zaczęły ochraniać wydzielone z wojsk operacyjnych Wojska Ochrony Pogranicza. Wojsko angażowane było do kolejnych akcji niemilitarnych. Wysiedlało Niemców z terenów przygranicznych, zabezpieczało akcje polityczne (referendum, wybory do sejmu) oraz zajmowało się utrzymaniem porządku publicznego w rejonach przyległych do miejsc stałej dyslokacji.

### Założenia doktrynalne rozwoju wojska
Pierwsze prace koncepcyjne nad określeniem kształtu i charakteru Wojska Polskiego w okresie pokoju rozpoczęto już w 1945. Prace dotyczące koncepcji strategicznego użycia sił zbrojnych na wypadek wojny podjęto w 1946. Wiązało się to ze stopniowym odpływem oficerów radzieckich i zastępowaniem ich przez oficerów polskich, często absolwentów Wyższej Szkoły Wojennej.
W kwietniu 1946 gen. Stefan Mossor opracował memoriał „Wstępne rozważania strategiczne nad geopolitycznym położeniem Polski”. Zakładał on, że sojusz z ZSRR jest trwały i Polska może liczyć się tylko z agresją z Zachodu. Głównego przeciwnika widział w Niemczech, a w niedalekiej przyszłości w Wielkiej Brytanii oraz USA. Temu” blokowi germańskiemu” miała się przeciwstawić Polska sprzymierzona z ZSRR, w tzw. bloku słowiańskim. Autor zakładał utrzymanie życzliwych stosunków z Francją. Zwracał uwagę na konieczność porozumień sojuszniczych z Czechosłowacją, a w przyszłości z Rumunią. Dla prac strategicznych fundamentalne znaczenie powinno mieć, zdaniem Mossora, uzgodnienie przez naczelnego dowódcę WP ze Sztabem Generalnym ZSRR ogólnego planu wspólnych przygotowań wojennych.
Kwestia zbytniej samodzielności Wojska Polskiego w planowaniu była główną przyczyną konfliktów gen. Mossora z oficerami wywodzącymi się z Armii Czerwonej. Jednak dzięki poparciu marszałka Żymierskiego gen. Mossor mógł nadal wywierać wpływ na koncepcje rozwojowe WP.

### Skład organizacyjny wojska w 1949
W efekcie redukcji wojska liczyły ok. 140 000 żołnierzy.
Organizacyjnie w skład wojsk lądowych wchodziły: 16 dywizji piechoty, 3 brygady, 1 pułk i 3 samodzielne dywizjony artylerii, 3 pułki artylerii przeciwlotniczej, 6 pułków czołgów i 4 pułki artylerii pancernej, 4 pułki saperów i jeden pułk pontonowy.
Wojska lotnicze dysponowały trzema pułkami lotnictwa myśliwskiego, trzema szturmowego, po jednym bombowców nurkujących i specjalnym (do przewożenia VIP-ów)
Marynarka wojenna była w początkowym stadium organizacji).

## Siły Zbrojne Rzeczypospolitej Polskiej
Siły Zbrojne Rzeczypospolitej Polskiej (Wojsko Polskie) to struktura obronna Państwa Polskiego.
SZ RP stoją na straży suwerenności Narodu Polskiego oraz jego bezpieczeństwa i pokoju. Mogą brać także udział w misjach zagranicznych w ramach NATO i ONZ, w zwalczaniu klęsk żywiołowych, działaniach antyterrorystycznych, akcjach poszukiwawczych, a także ratowania życia ludzkiego. Biorą też udział w oczyszczaniu terenów z materiałów niebezpiecznych pochodzenia wojskowego i unieszkodliwiają je.
Zwierzchnictwo nad Siłami Zbrojnymi sprawuje prezydent RP, lub w nadzwyczajnych przypadkach marszałek Sejmu, a ogólne kierownictwo zapewnia minister ON.
Od 11 lutego 2009 roku w Polsce nie stosuje się przymusowego poboru do wojska, i 22 stycznia 2010 roku zakończył się proces całkowitego uzawodowienia armii.